# قمة مجموعة العشرين في جوهانسبرغ 2025
قمة مجموعة العشرين في جوهانسبرغ هو الاجتماع العشرين لمجموعة العشرين، وهو اجتماع لرؤساء الدول والحكومات يعقد في الفترة من 22 إلى 23 نوفمبر 2025. وهذه أول قمة لمجموعة العشرين تعقد في جوهانسبرغ، جنوب إفريقيا، وعلى القارة الإفريقية. وستكلف القمة حكومة جنوب أفريقيا 691 مليون راند.

### الأولويات رفيعة المستوى
ستعمل رئاسة جنوب إفريقيا لمجموعة العشرين على دفع الأهداف والأولويات رفيعة المستوى التالية، والتي ستجد تعبيرًا لها في عمل مسارات الشيربا والتمويل:
- الأولوية 1 - النمو الاقتصادي الشامل والتصنيع والتشغيل والحد من عدم المساواة[6]
- الأولوية 2 – الأمن الغذائي.[7]
- الأولوية 3 - الذكاء الاصطناعي والابتكار من أجل التنمية المستدامة

## القادة المشاركون

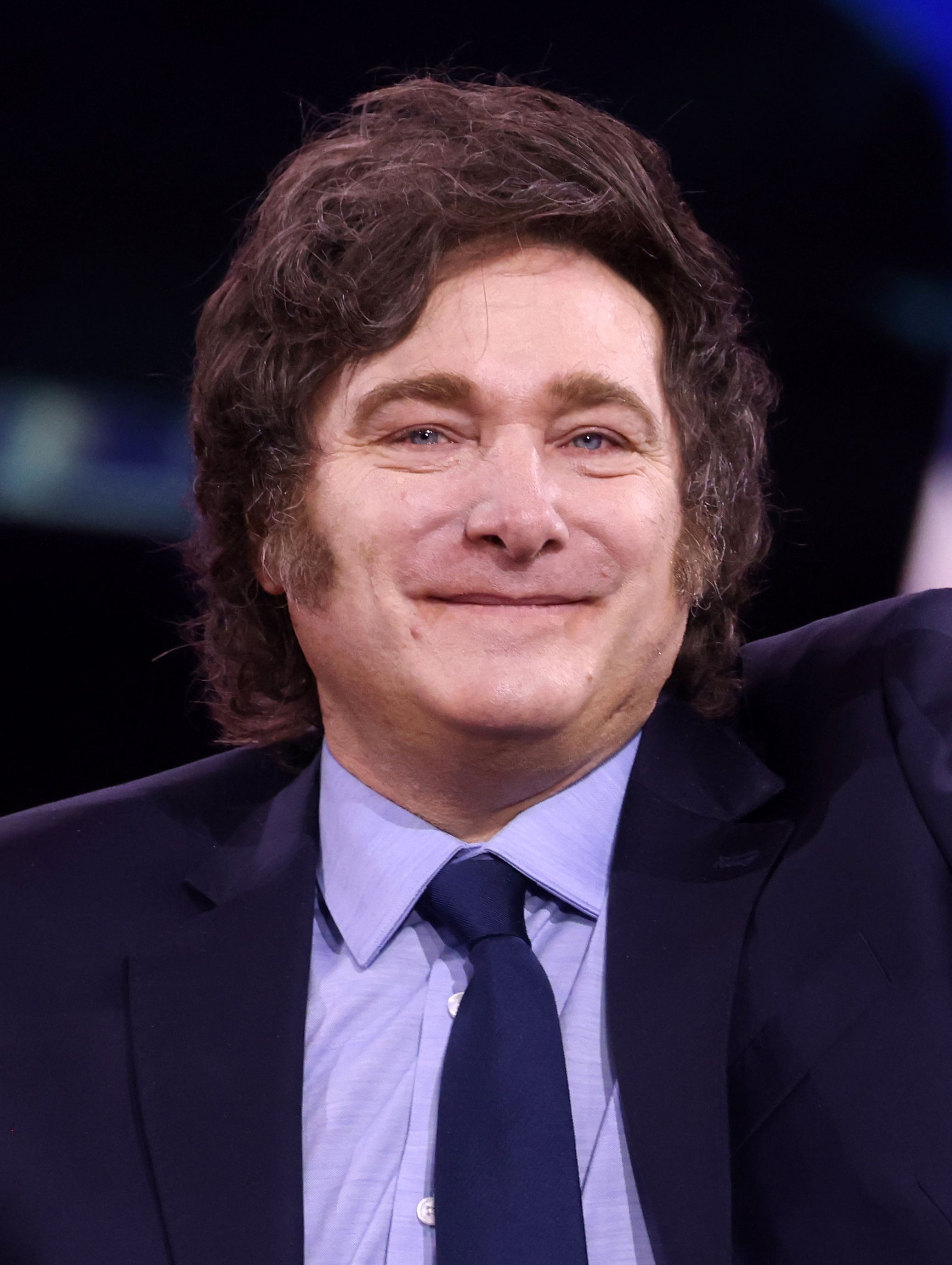
الأرجنتين خافيير مايلي، رئيس الأرجنتين
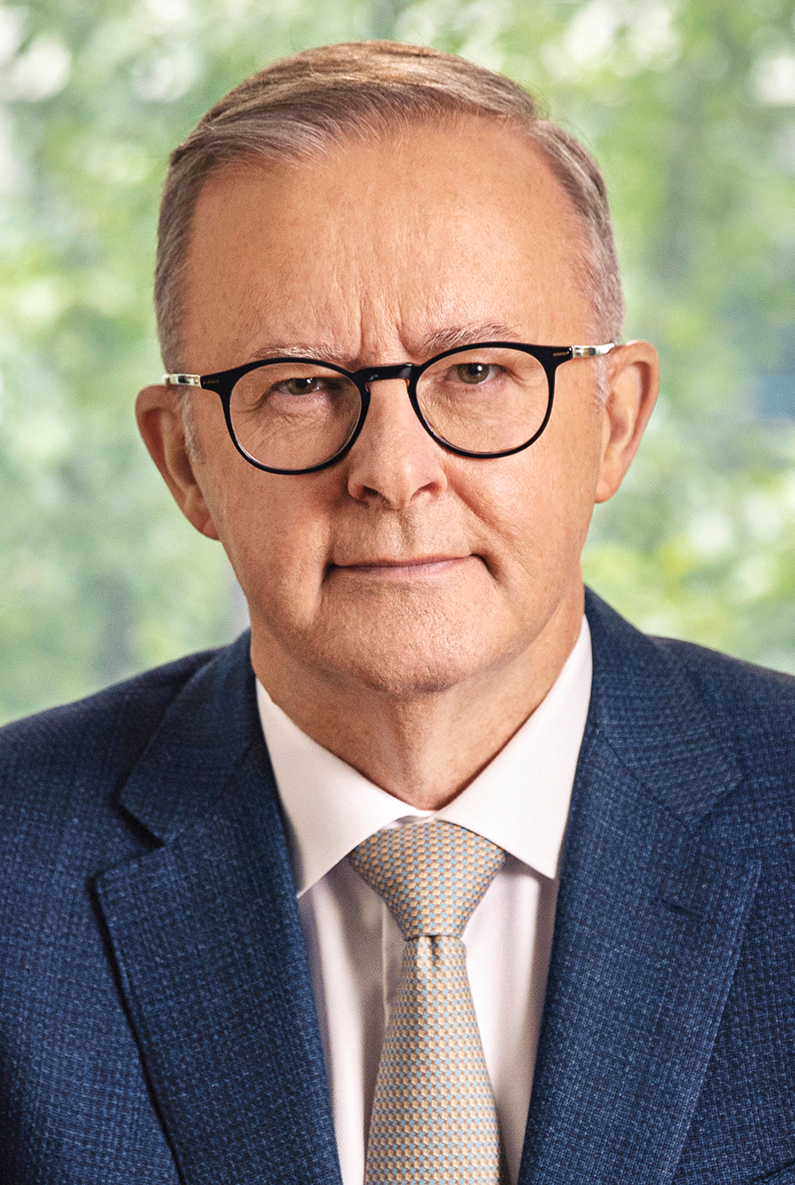
أستراليا أنتوني ألبانيز، رئيس وزراء أستراليا
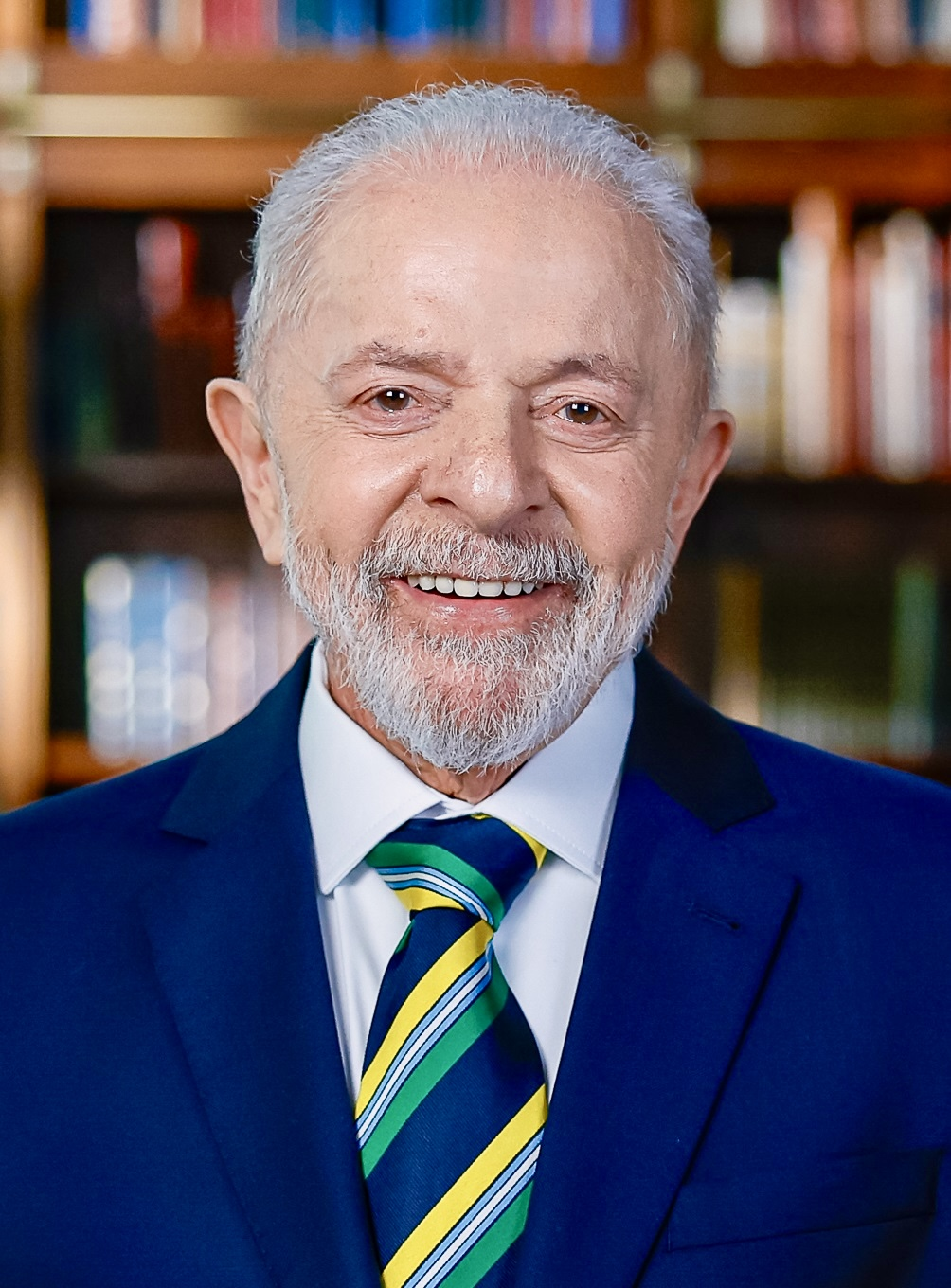
البرازيل لويس إيناسيو لولا دا سيلفا، رئيس البرازيل
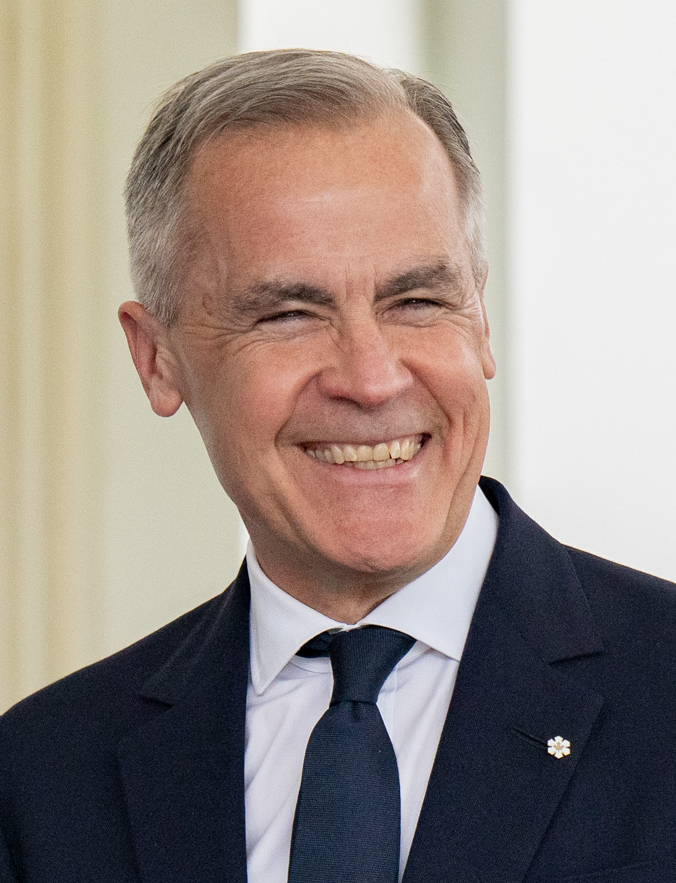
كندا مارك كارني (سياسي)، رئيس وزراء كندا
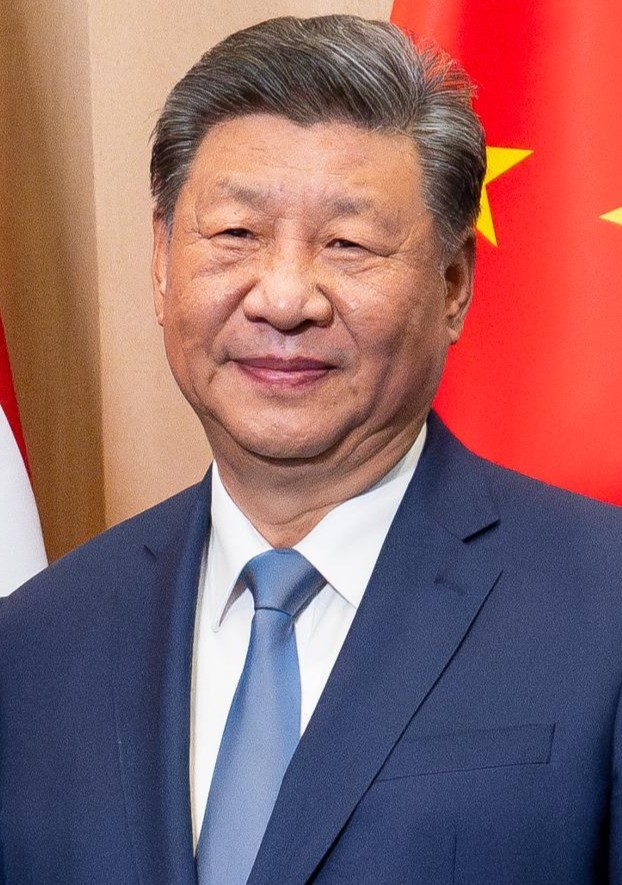
الصين شي جين بينغ، رئيس الصين[ا]
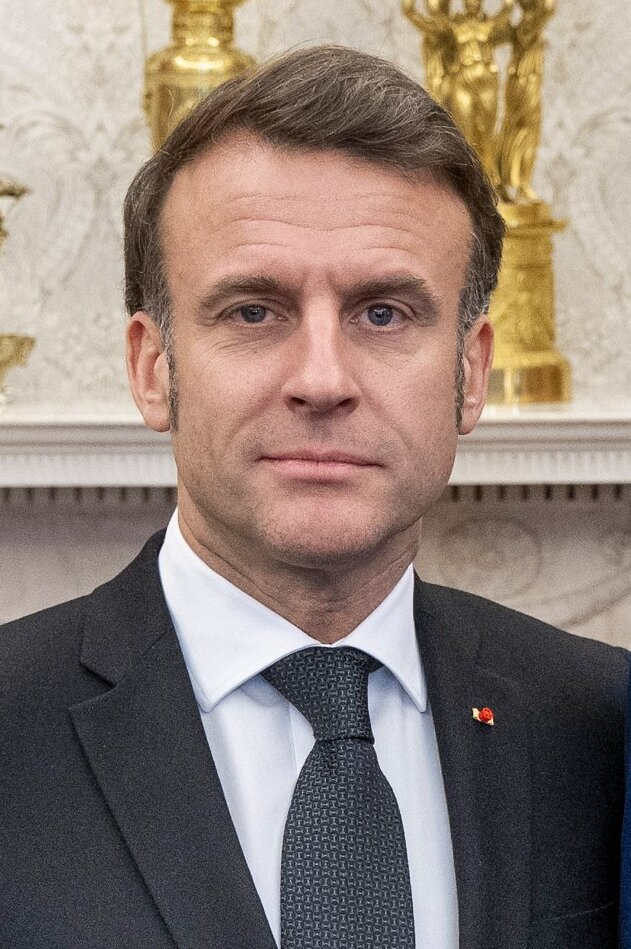
فرنسا إيمانويل ماكرون، رئيس فرنسا
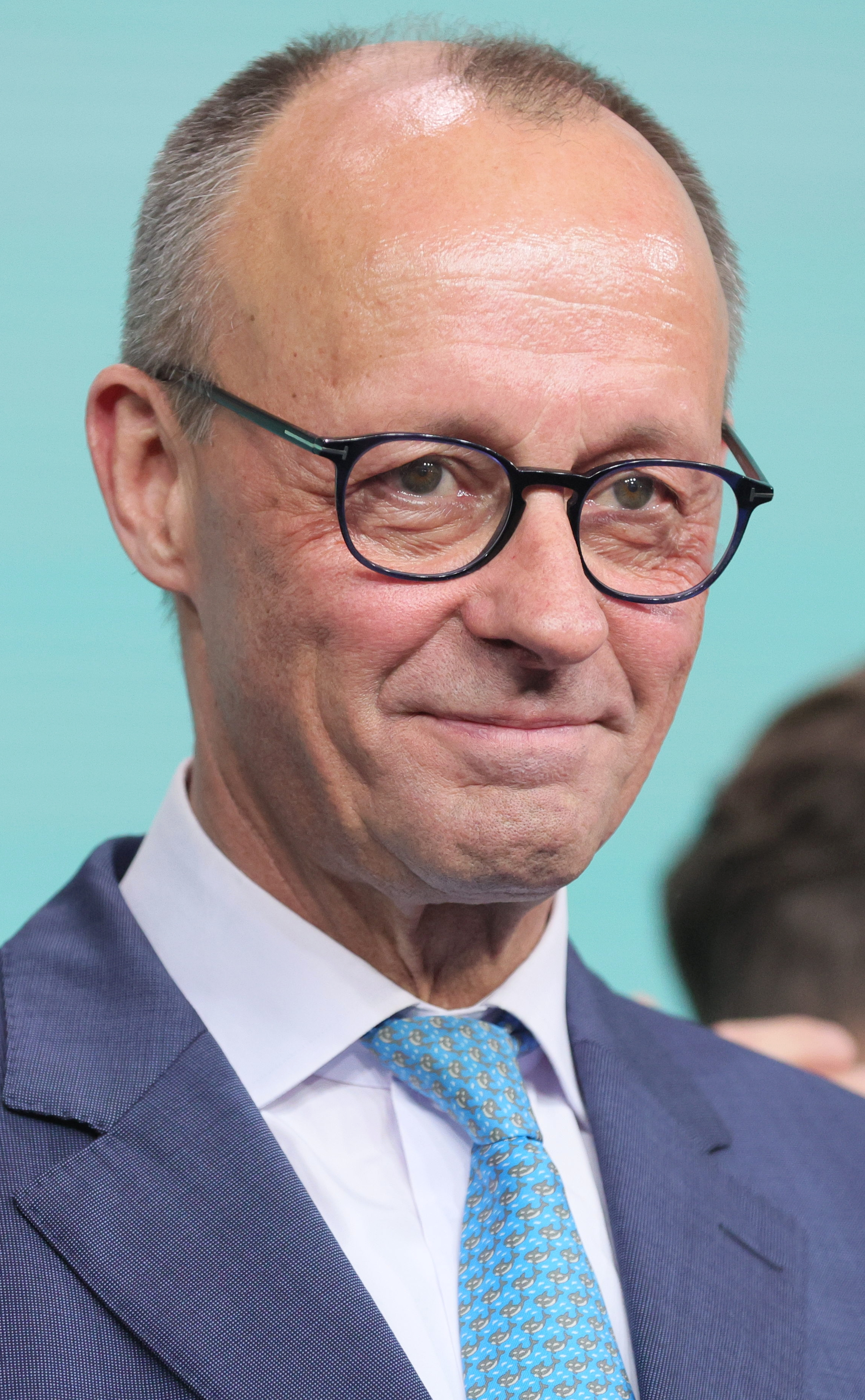
ألمانيا فريدرش ميرتس، مستشار ألمانيا
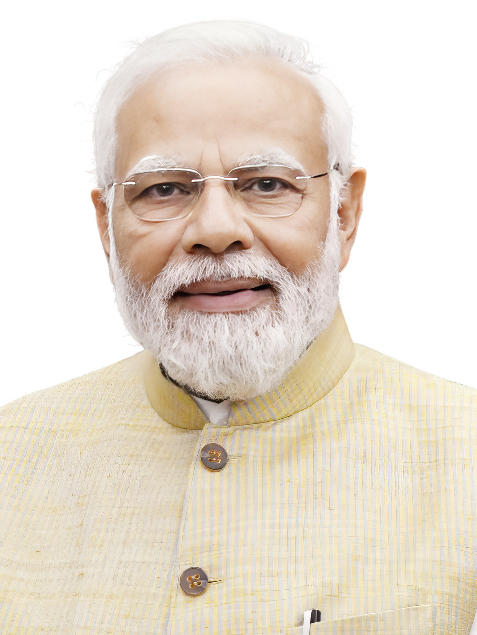
الهند ناريندرا مودي، رئيس وزراء الهند
إندونيسيا فرابوو سوبيانتو، رئيس إندونيسيا
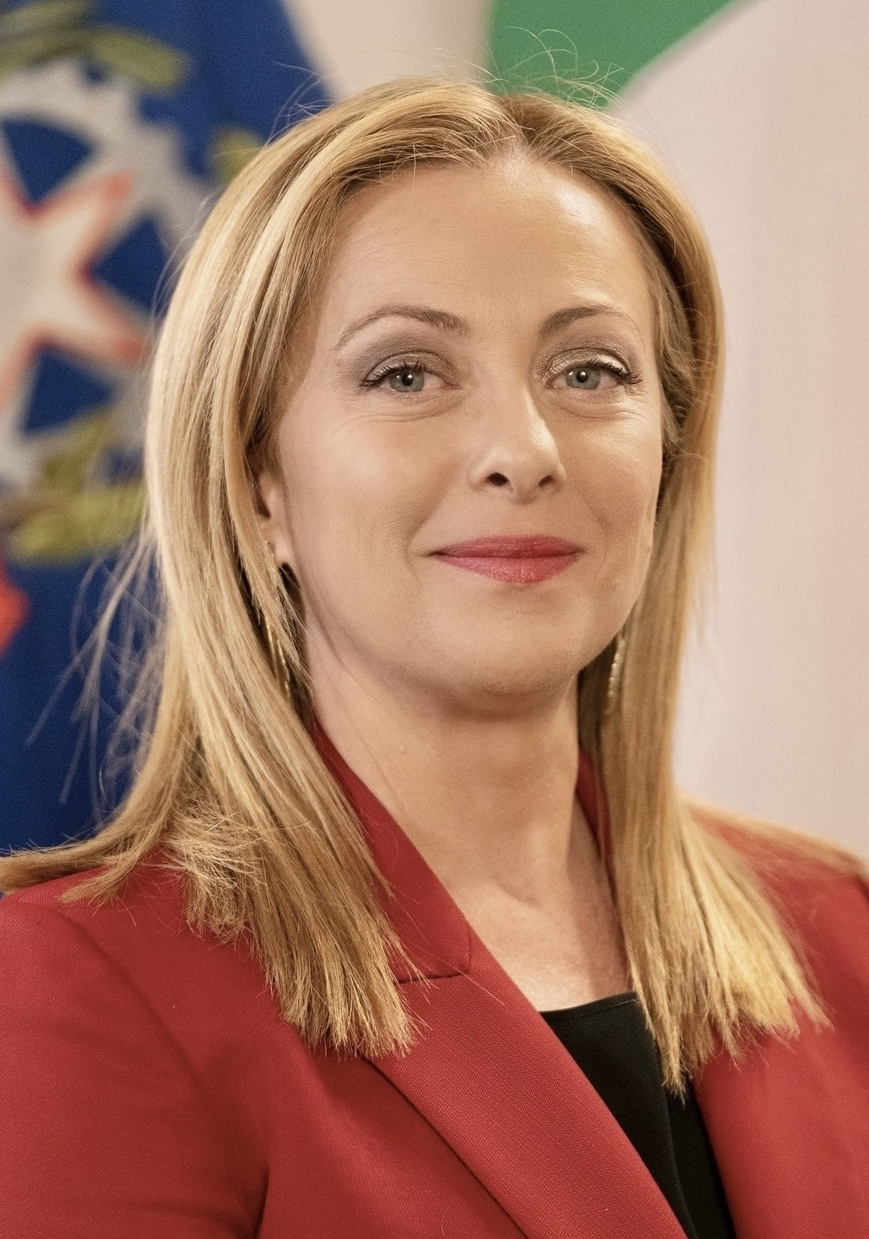
إيطاليا جورجا ملوني، رئيس وزراء إيطاليا
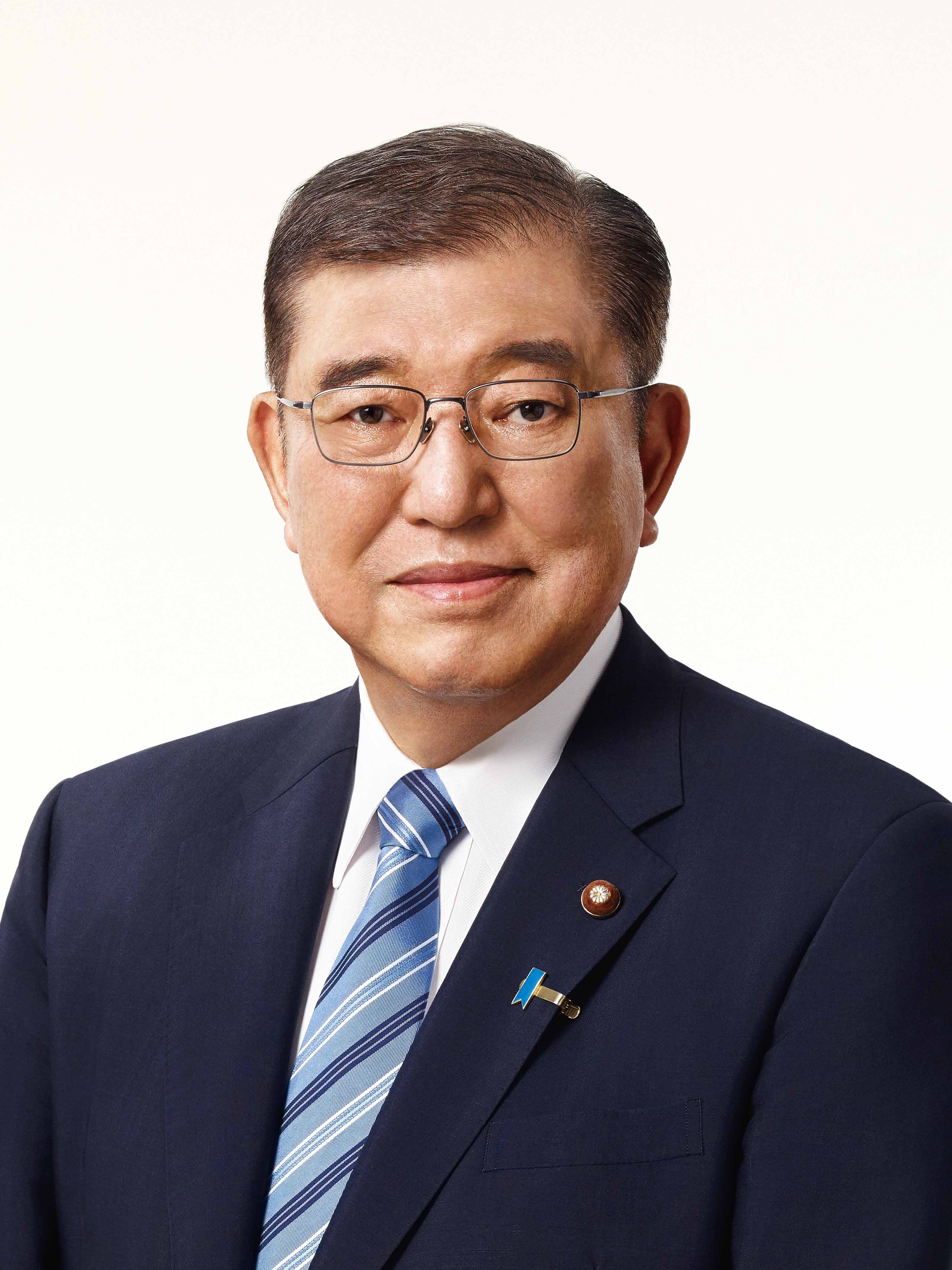
اليابان شيغيرو إيشيبا، رئيس وزراء اليابان
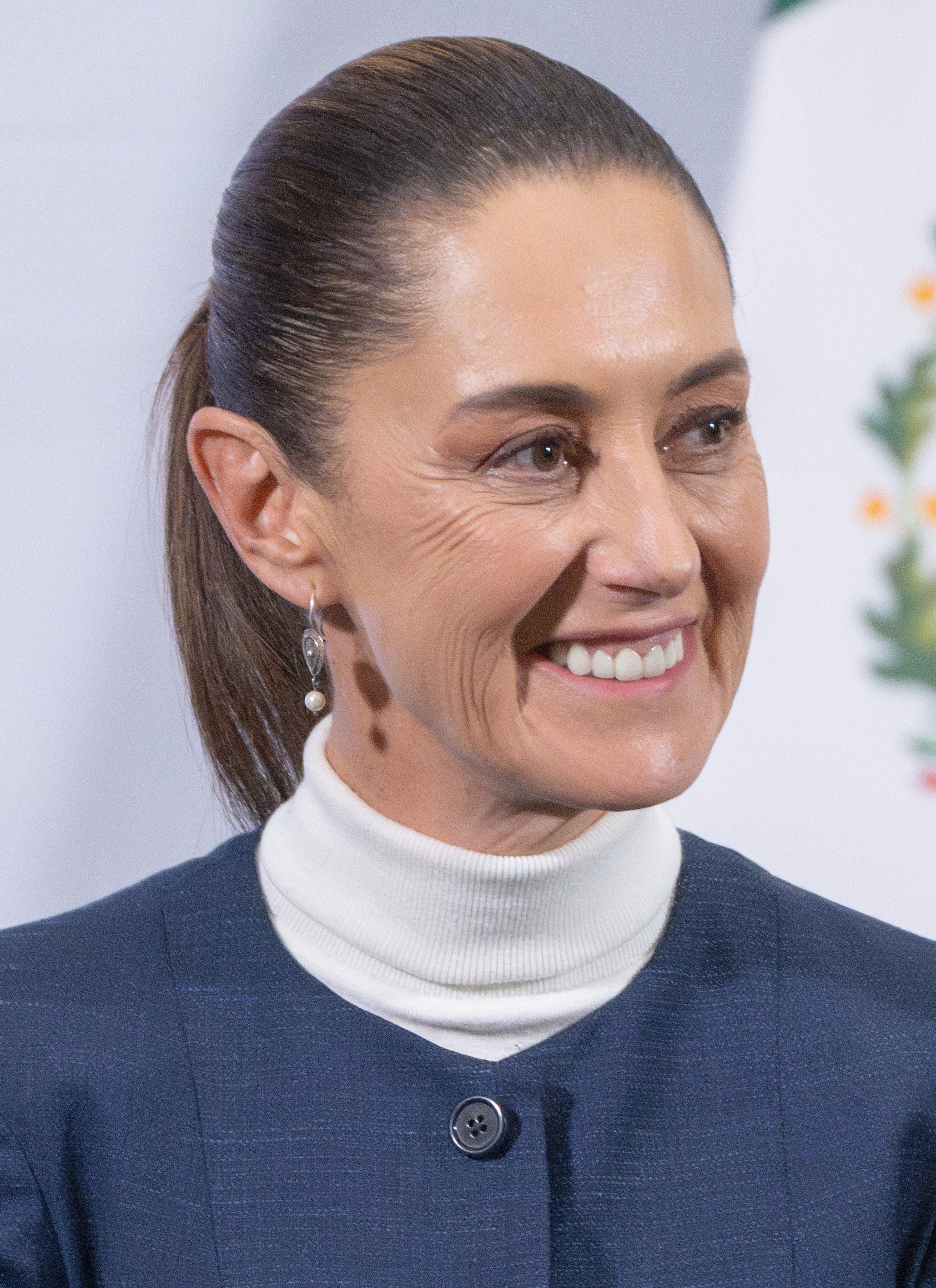
المكسيك كلوديا شينباوم، رئيس المكسيك
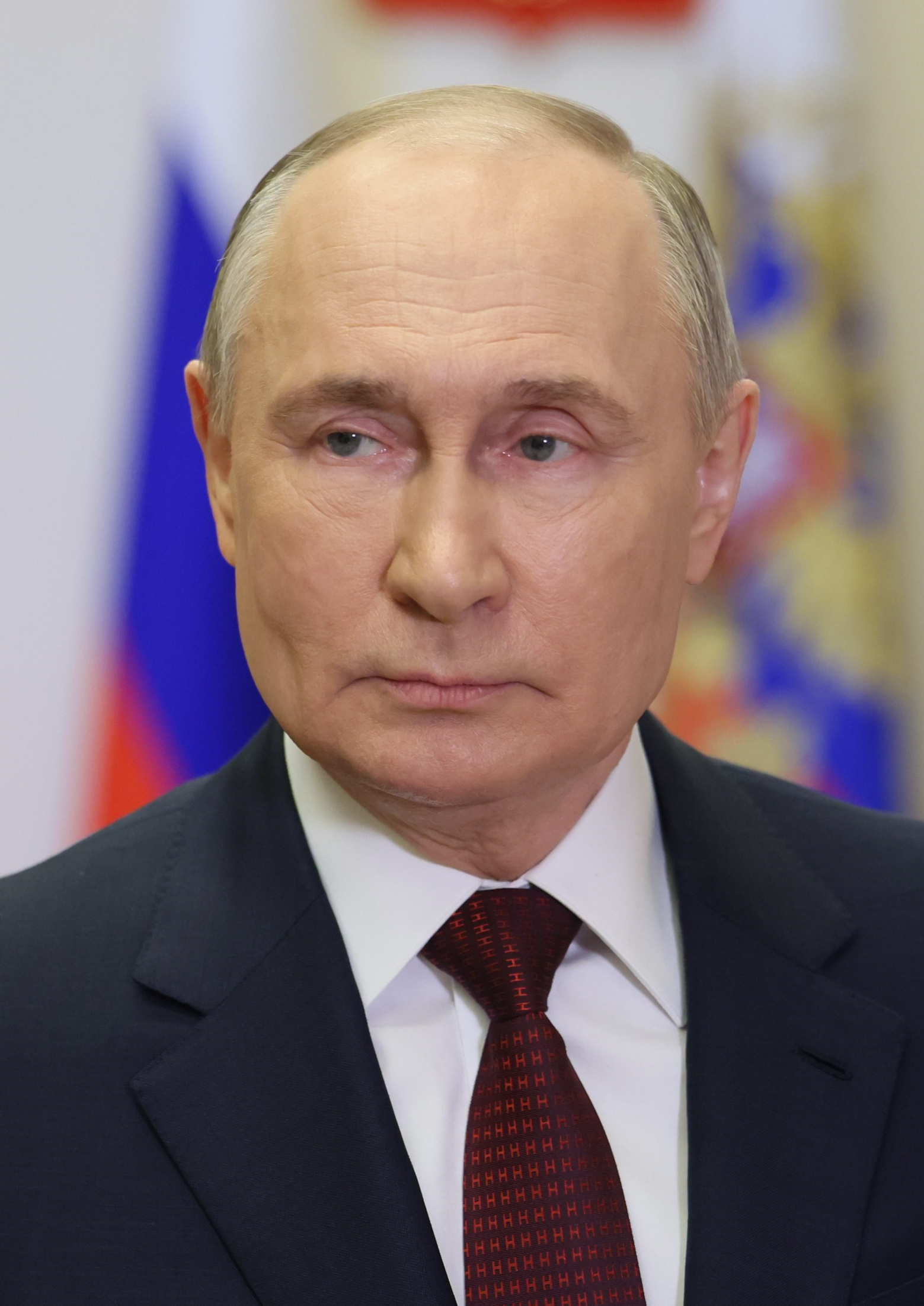
روسيا فلاديمير بوتين، رئيس روسيا[ب]
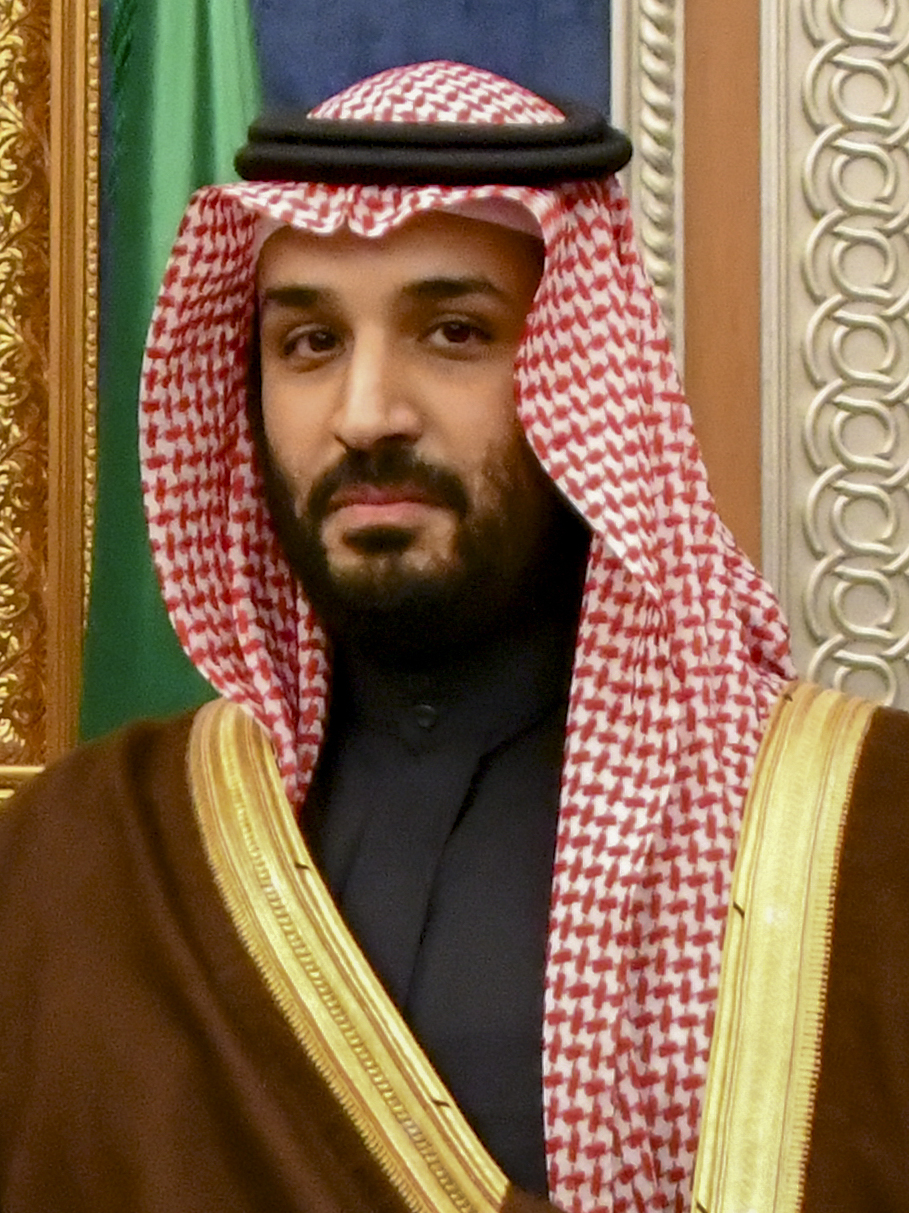
السعودية محمد بن سلمان آل سعود، ولاية العهد السعودية and رئاسة مجلس الوزراء السعودي
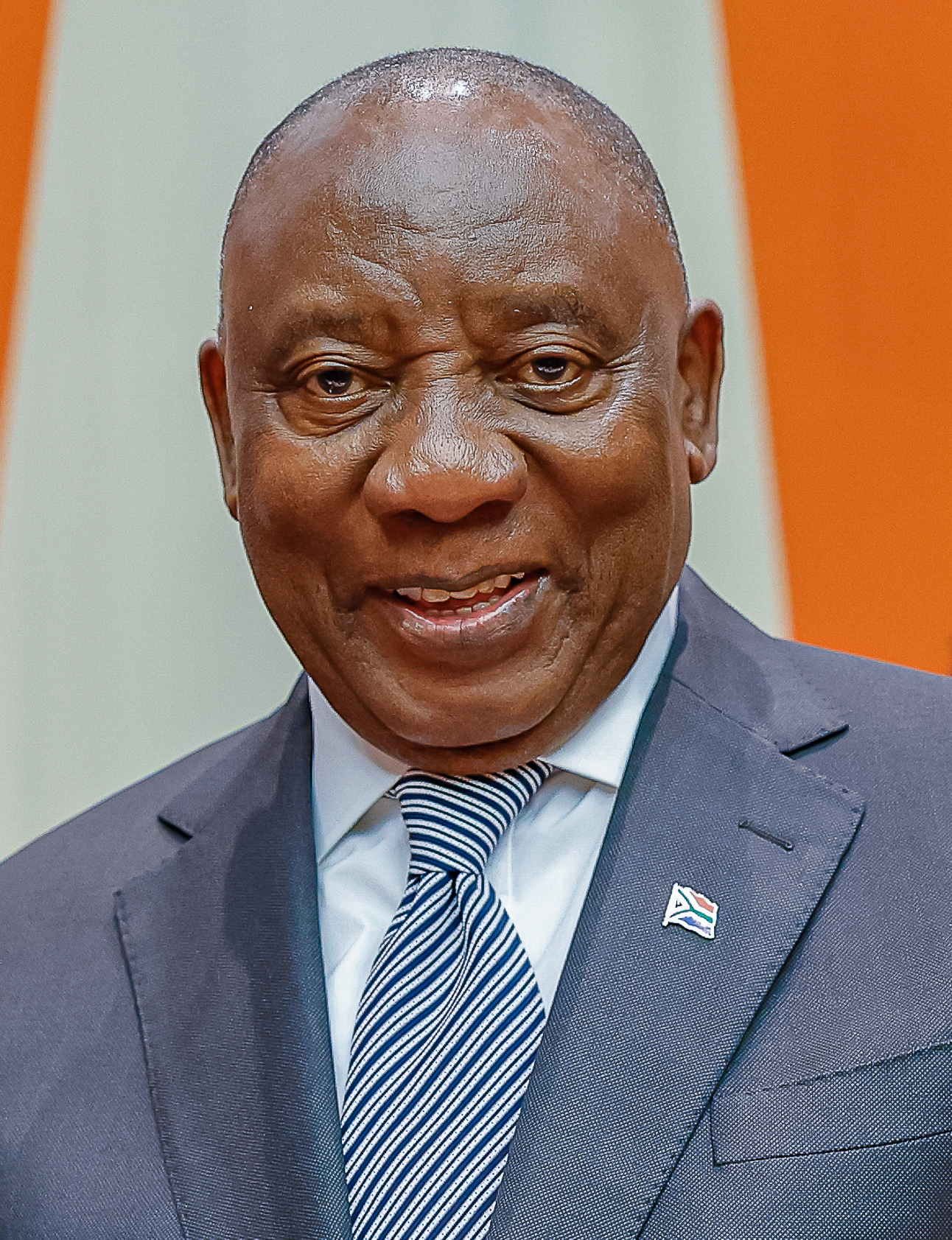
جنوب إفريقيا سيريل رامافوزا، رئيس جنوب إفريقيا(Host)
كوريا الجنوبية Subject to the 2025 South Korean presidential election، رئيس كوريا الجنوبية
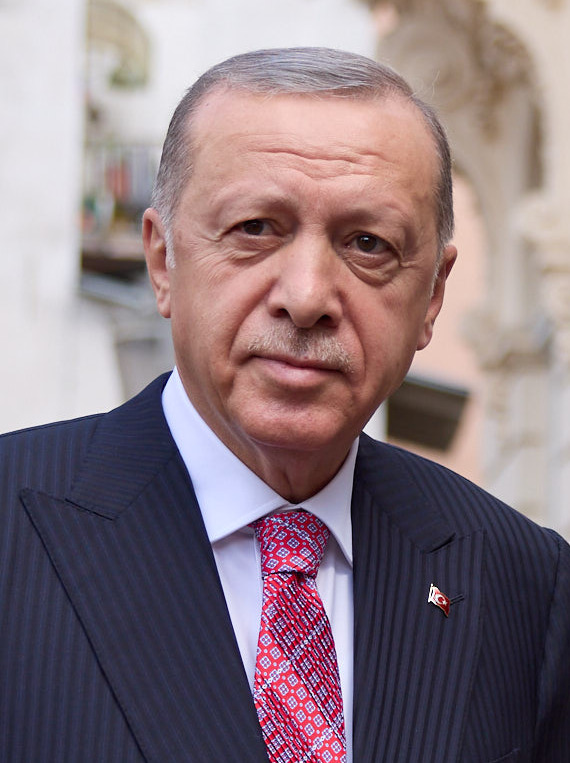
تركيا رجب طيب أردوغان، رئيس تركيا
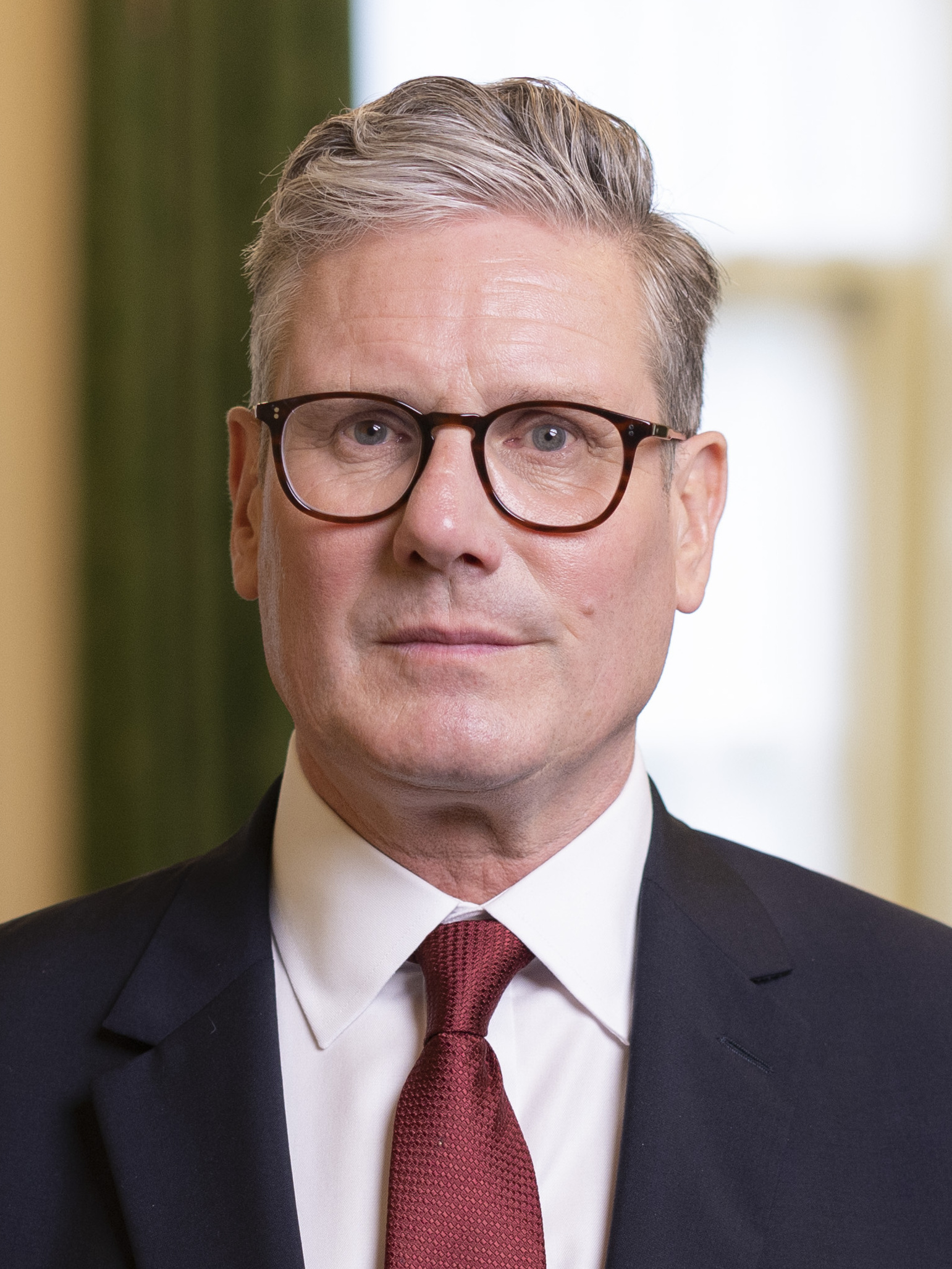
المملكة المتحدة كير ستارمر، رئيس وزراء المملكة المتحدة
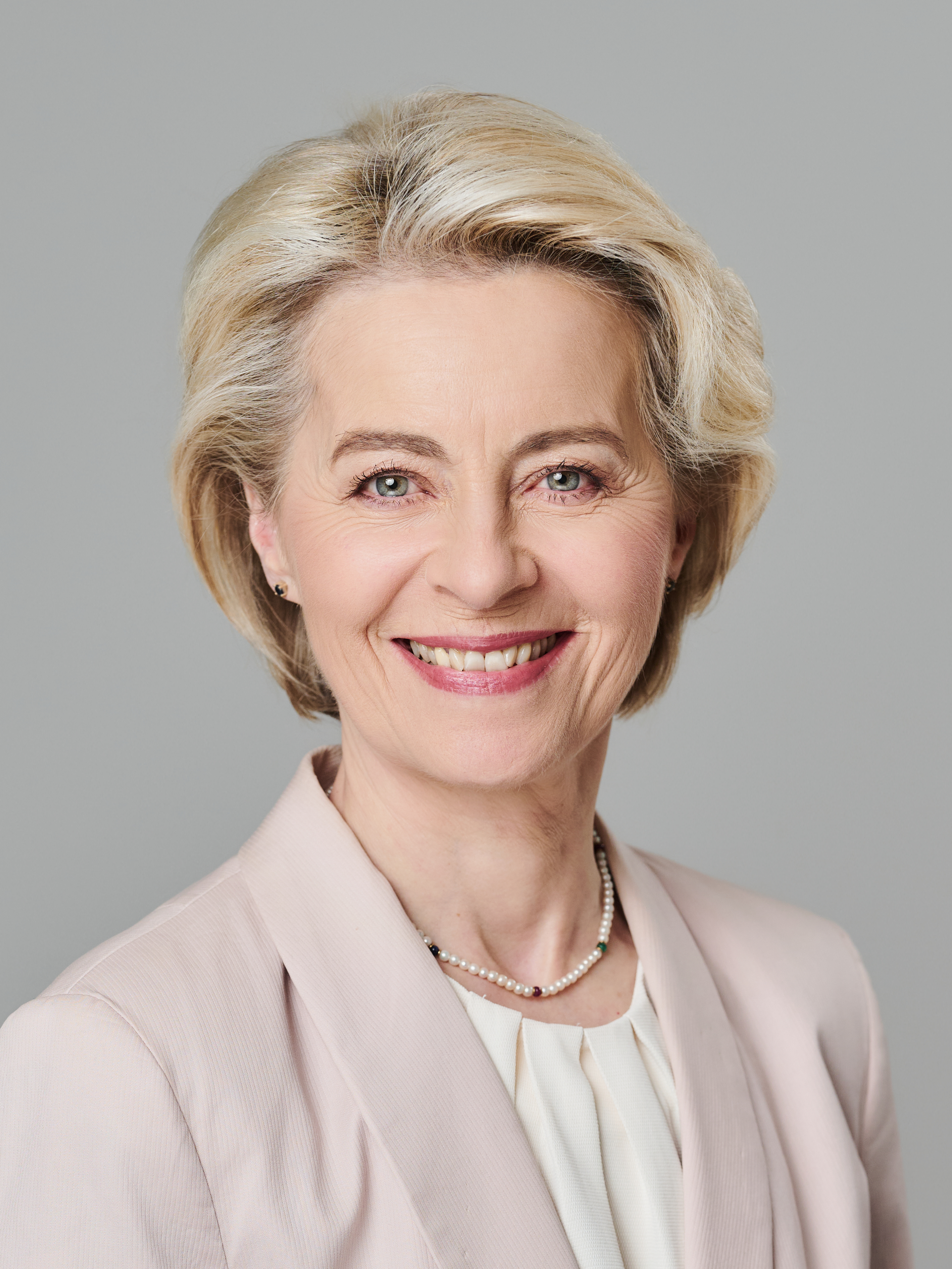
الاتحاد الأوروبي أورسولا فون دير لاين، رئيس المفوضية الأوروبية
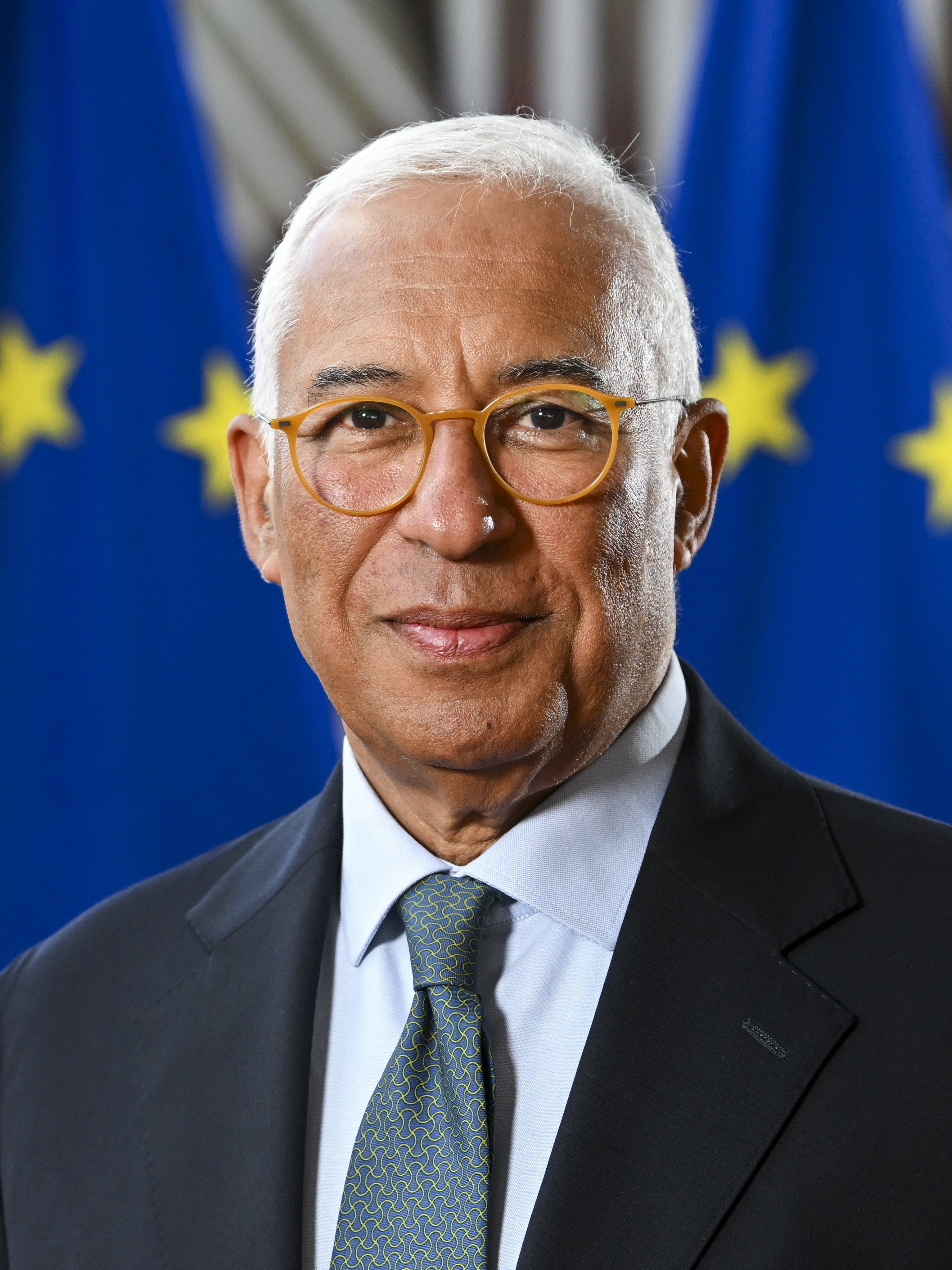
الاتحاد الأوروبي أنطونيو كوستا، رئيس المجلس الأوروبي
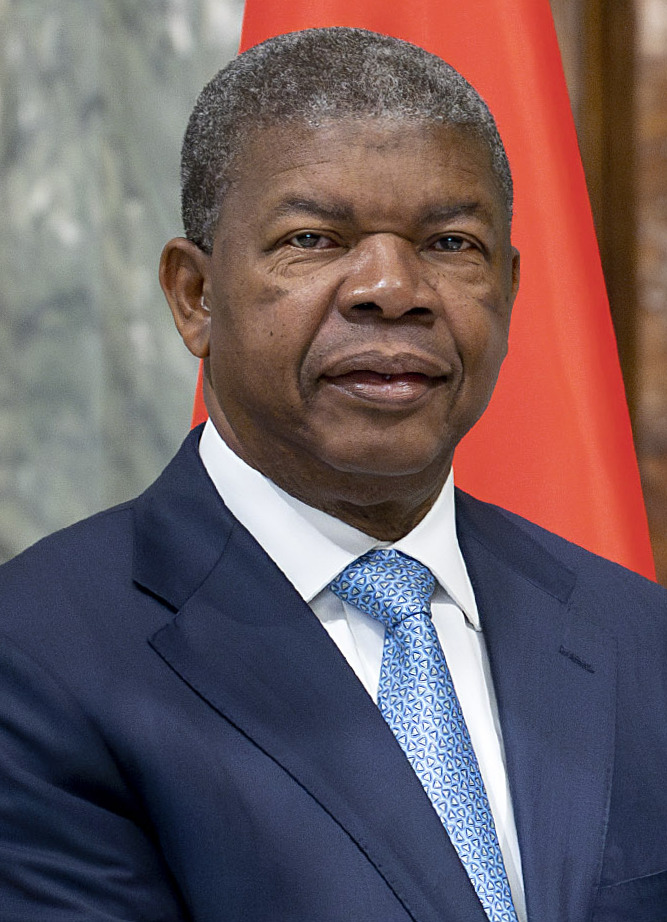
African Union جواو لورنسو، رئيس الاتحاد الإفريقي

## الضيوف المدعوين
وقد تمت دعوة قادة الدول التالية إلى القمة:

الدنمارك مته فريدريكسن، رئيس وزراء الدنمارك
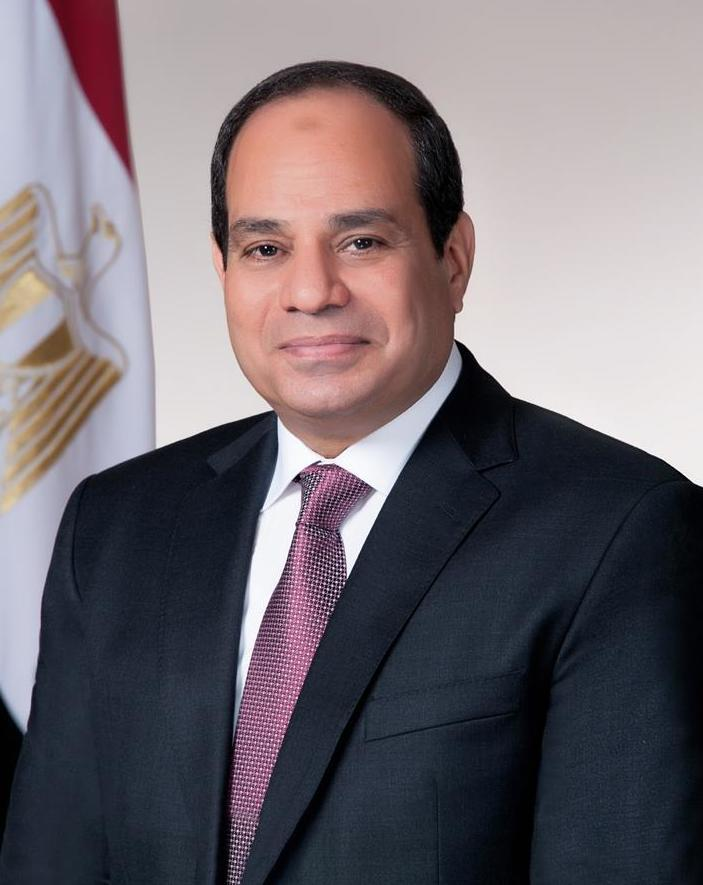
مصر عبد الفتاح السيسي، رئيس مصر
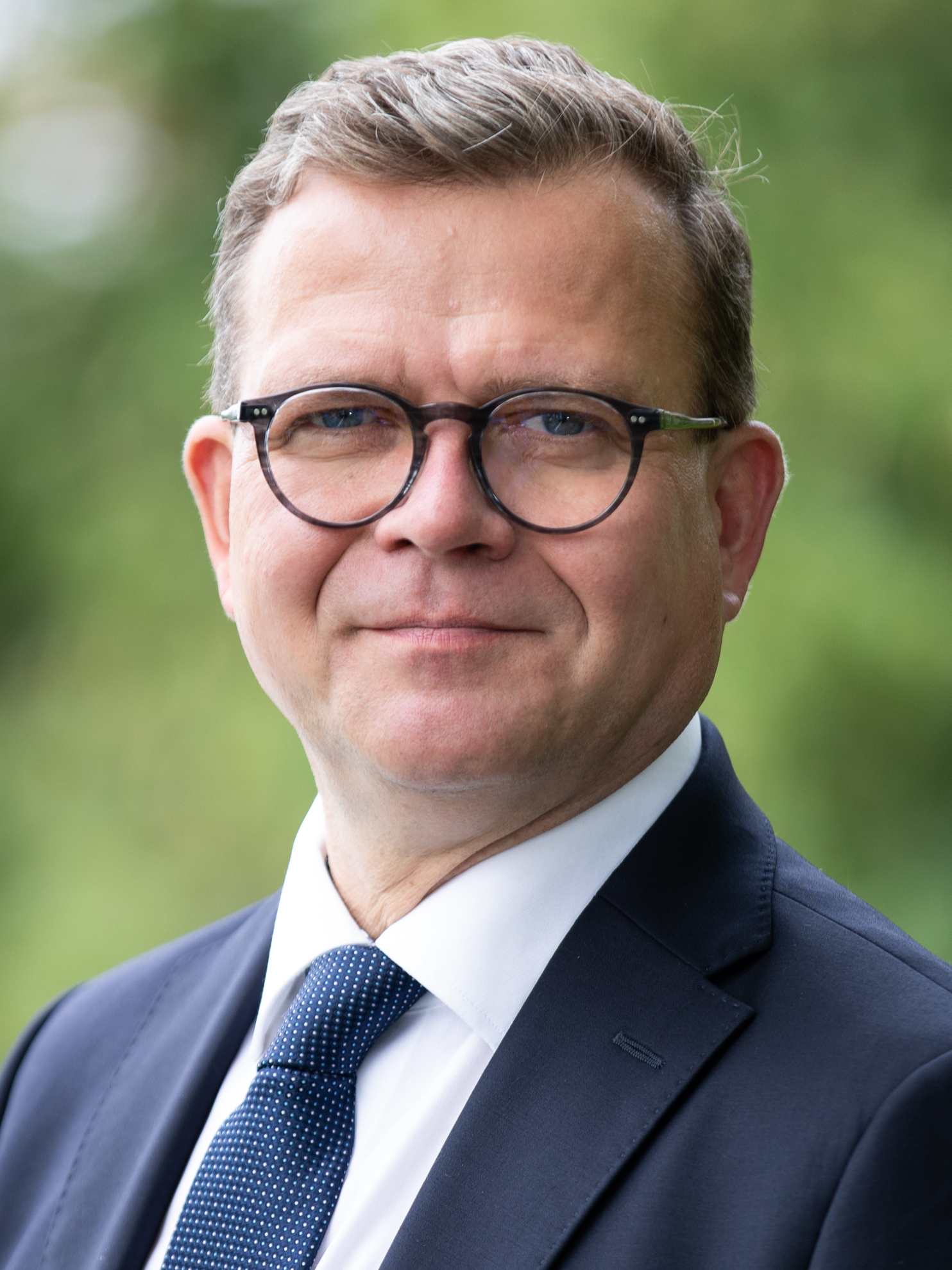
فنلندا بيتري أوربو، رئيس وزراء فنلندا
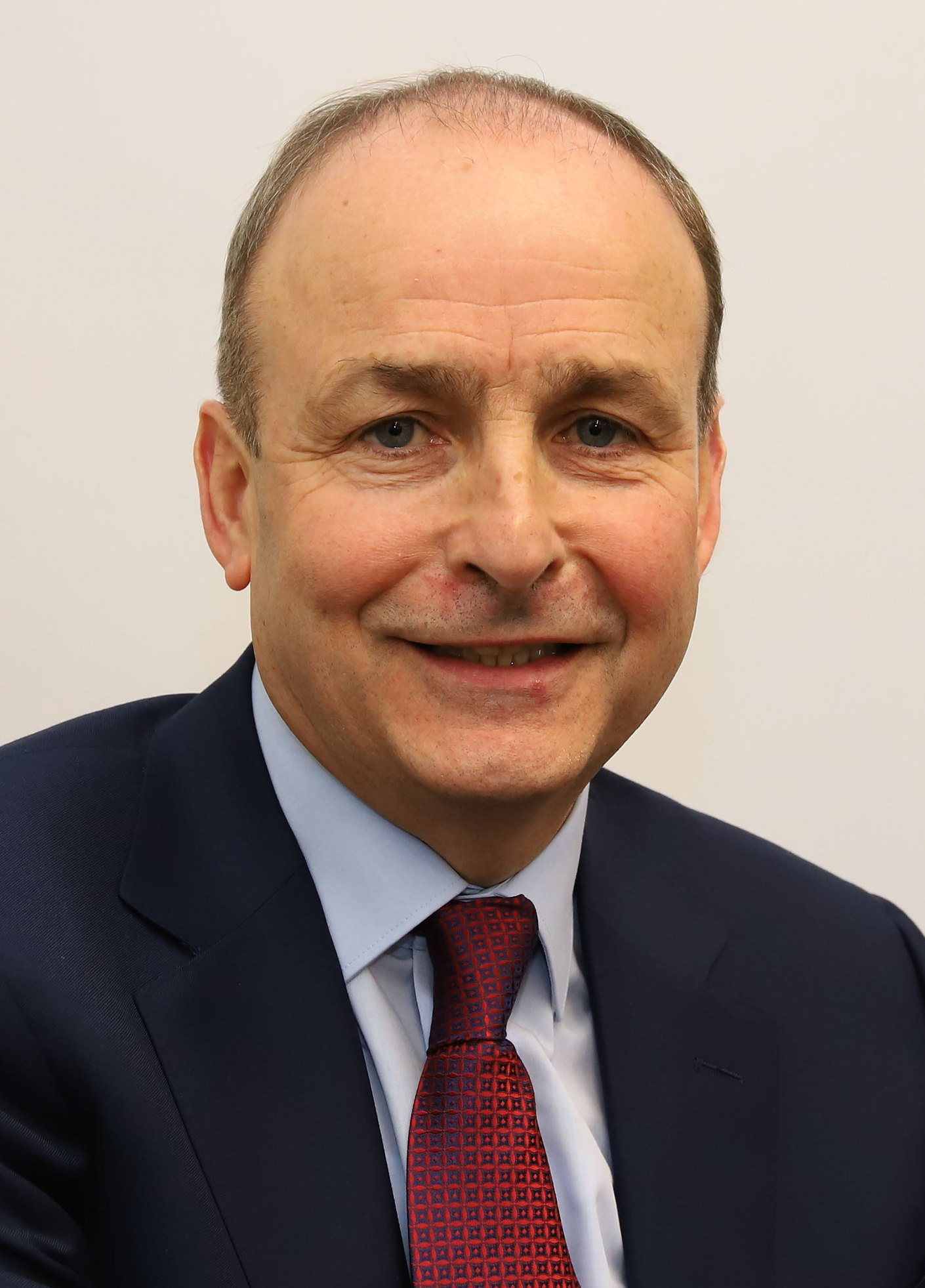
أيرلندا مايكل مارتن، تيشخ
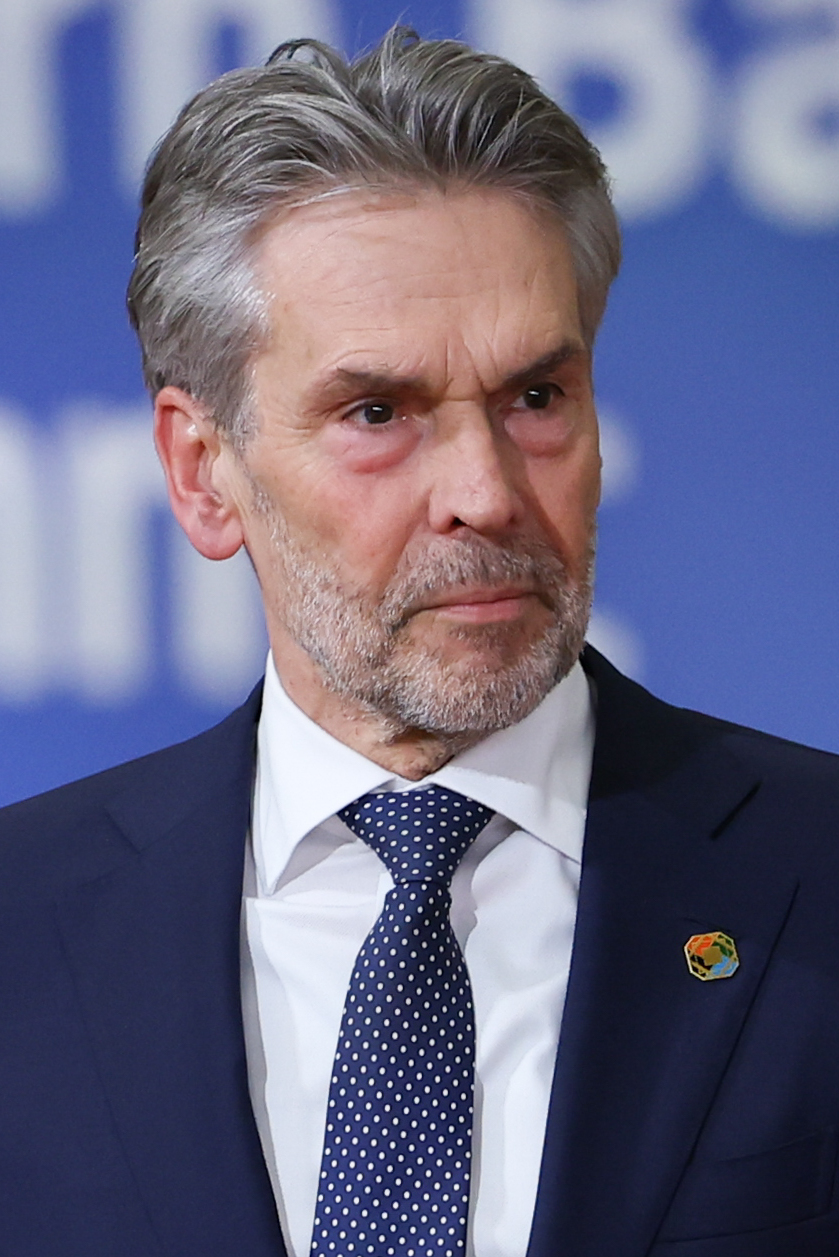
هولندا ديك شوف، رئيس وزراء هولندا
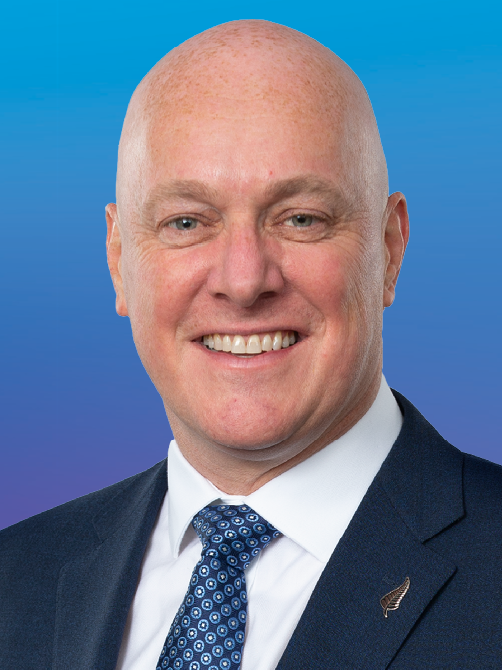
نيوزيلندا كريستوفر لوكسون، رئيس وزراء نيوزيلندا
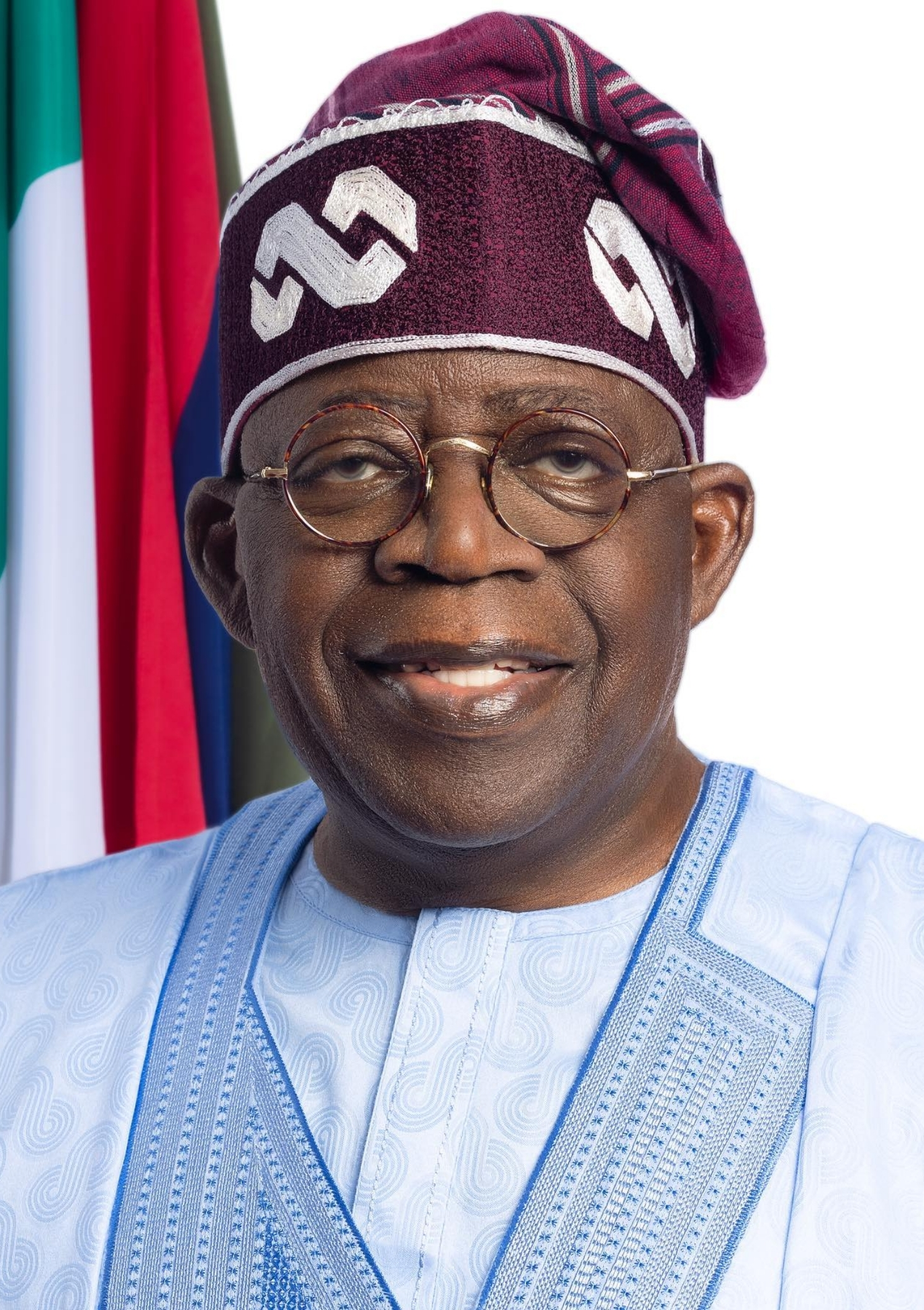
نيجيريا بولا تينوبو، رئيس نيجيريا
النرويج Subject to 2025 Norwegian parliamentary election، رئيس وزراء النرويج
البرتغال Subject to 2025 Portuguese legislative election، رئيس وزراء البرتغال
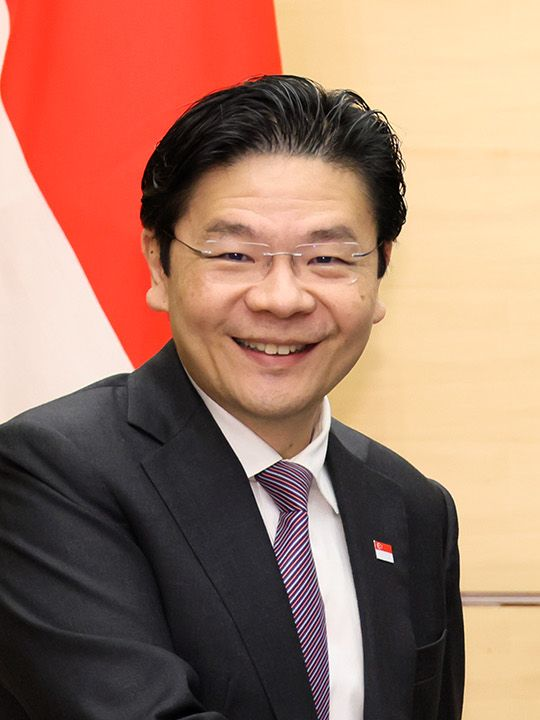
سنغافورة لورانس وونغ، رؤساء وزراء سنغافورة
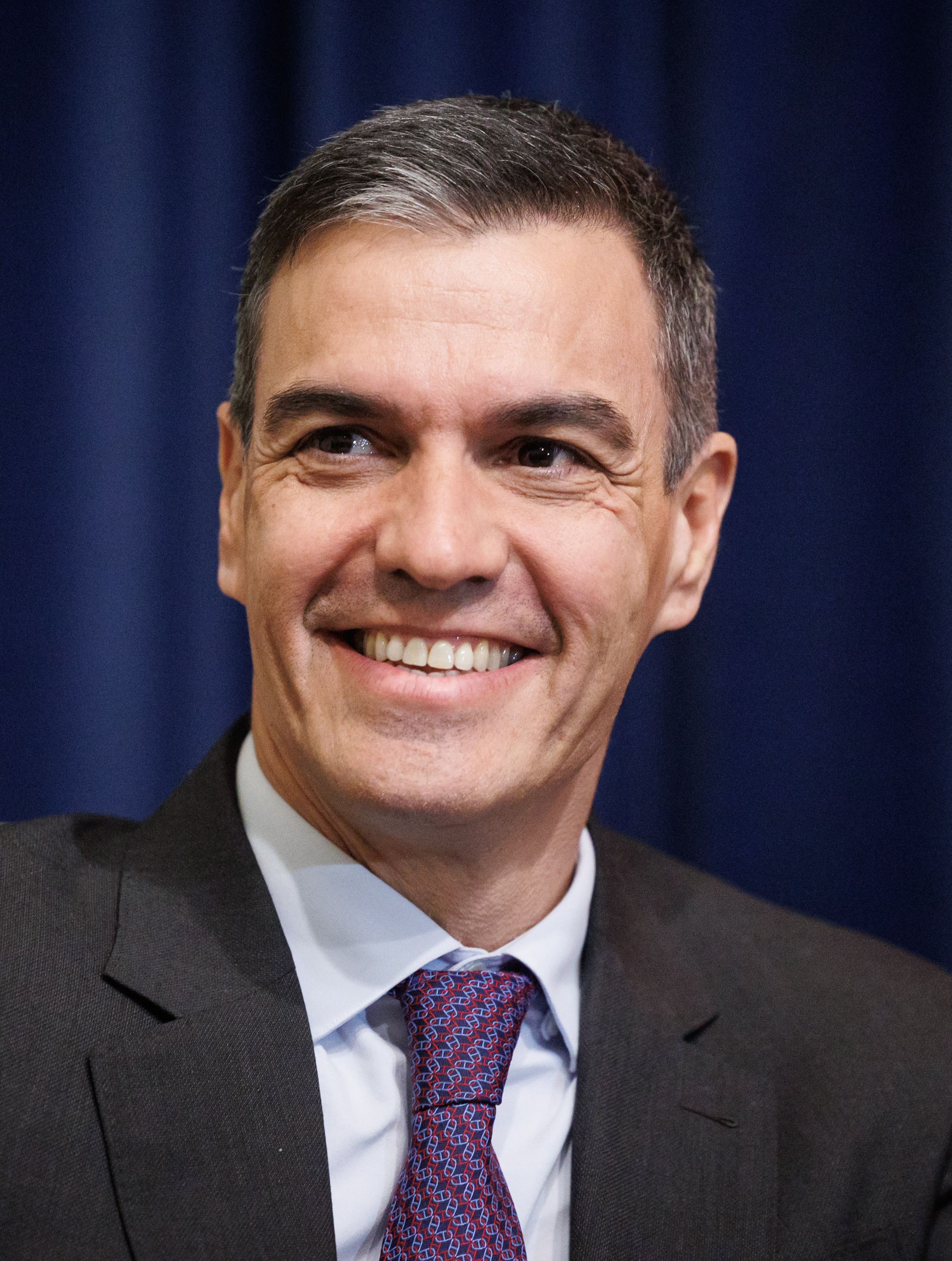
إسبانيا بيدرو سانشيز (سياسي)، رئيس وزراء إسبانيا
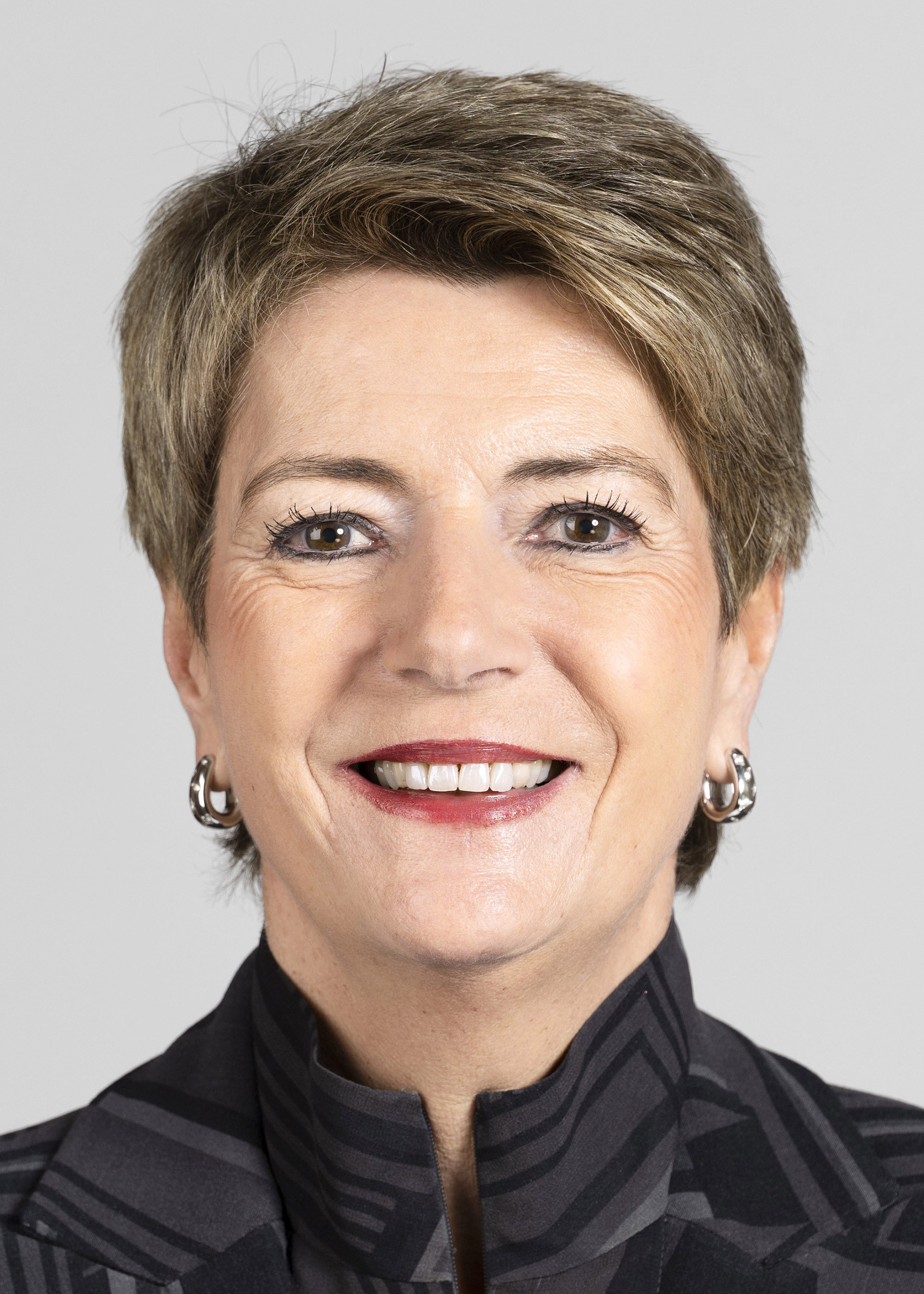
سويسرا كارين كيلر سوتر، رئيس الاتحاد السويسري
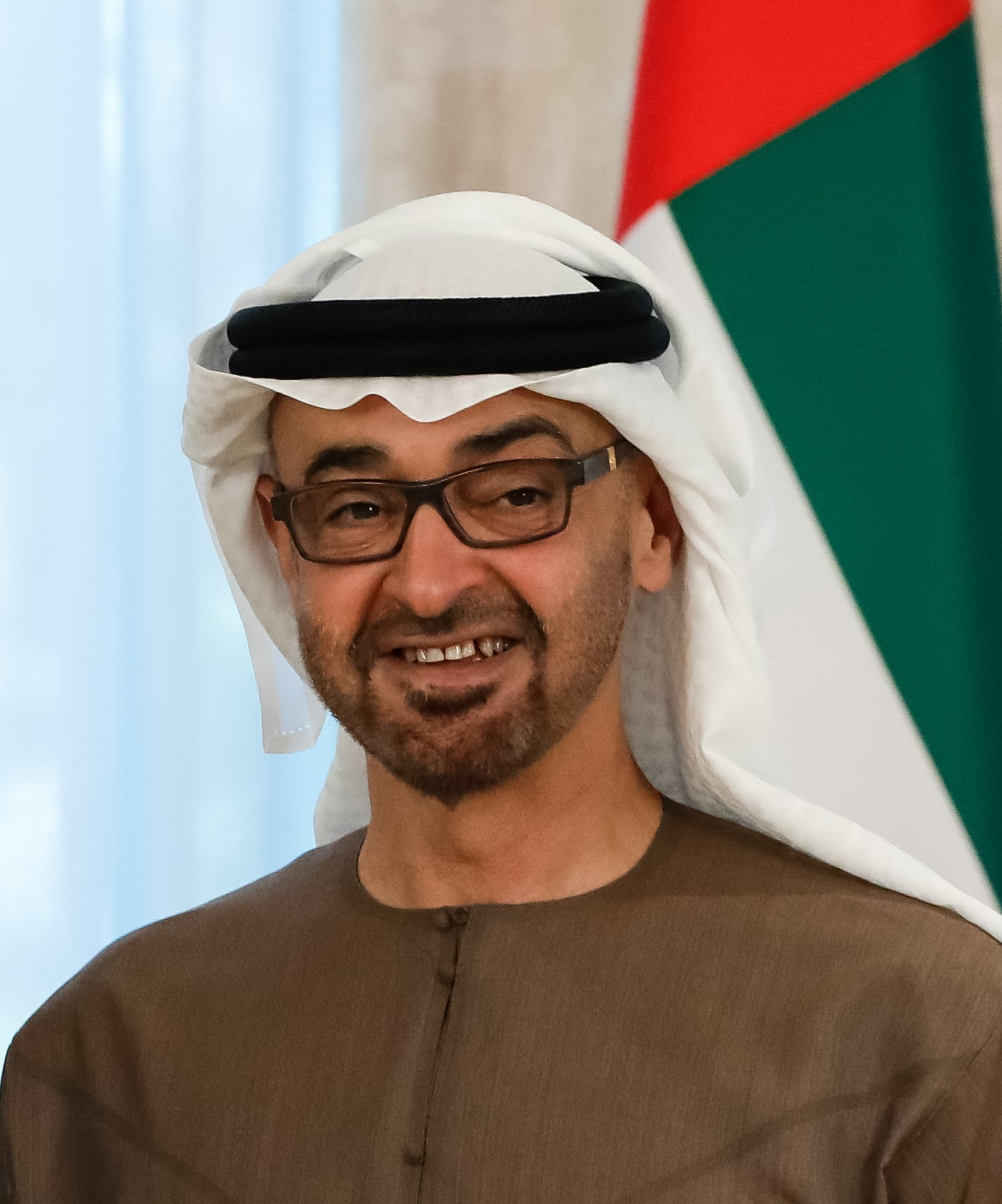
الإمارات العربية المتحدة محمد بن زايد آل نهيان، رئيس الإمارات العربية المتحدة

## المنظمات المدعوة
وقد تمت دعوة قادة المنظمات التالية إلى القمة:

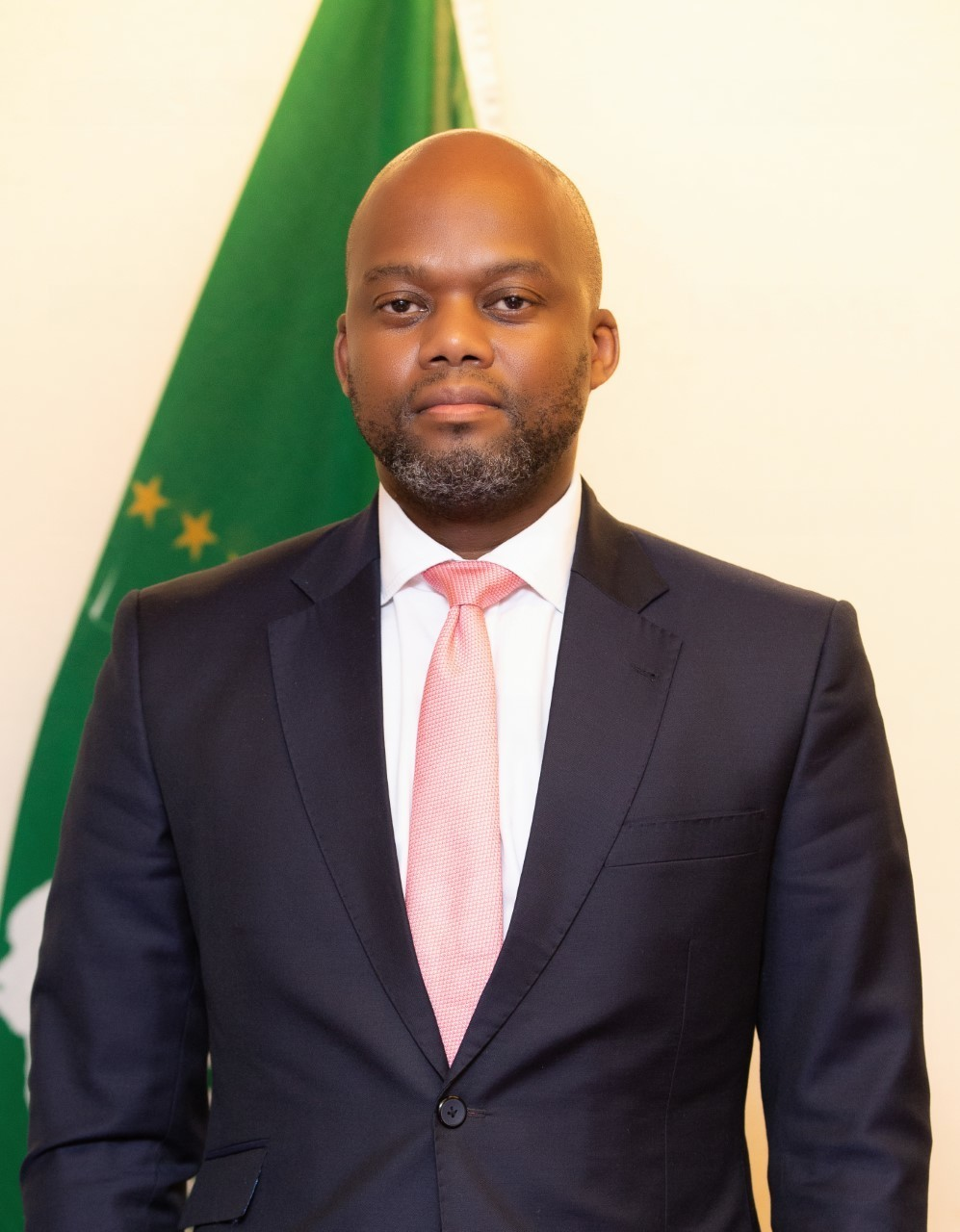
منطقة التجارة الحرة القارية الإفريقية Wamkele Mene، Secretary-General
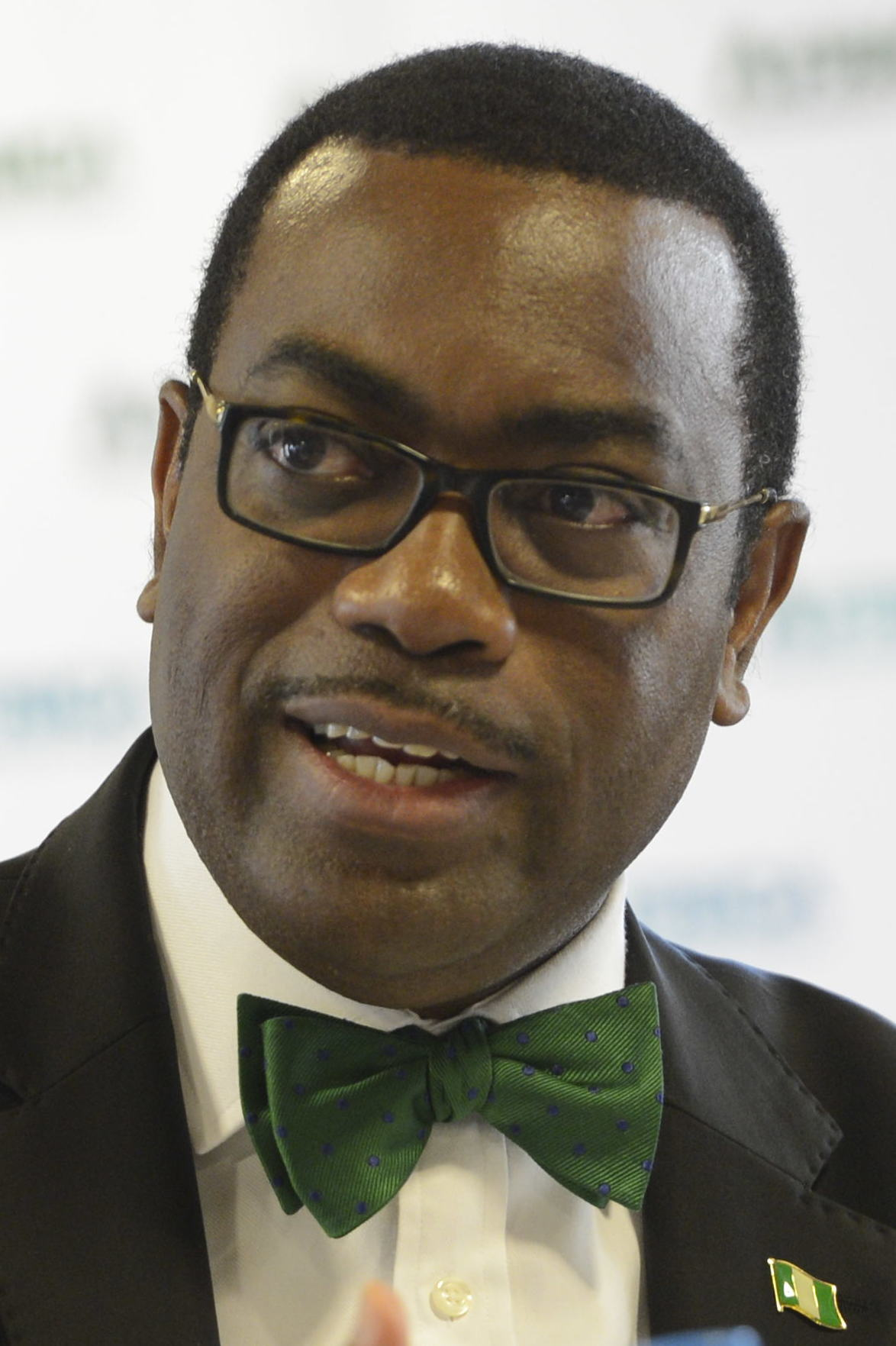
بنك التنمية الإفريقي Akinwumi Adesina، President
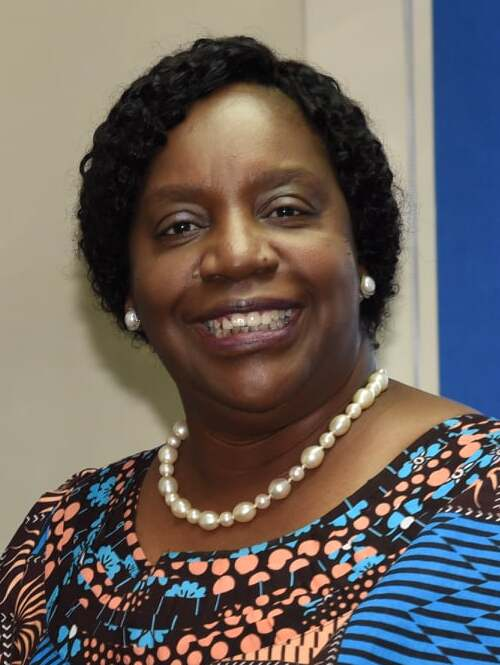
كوميسا Chileshe Kapwepwe، Secretary General
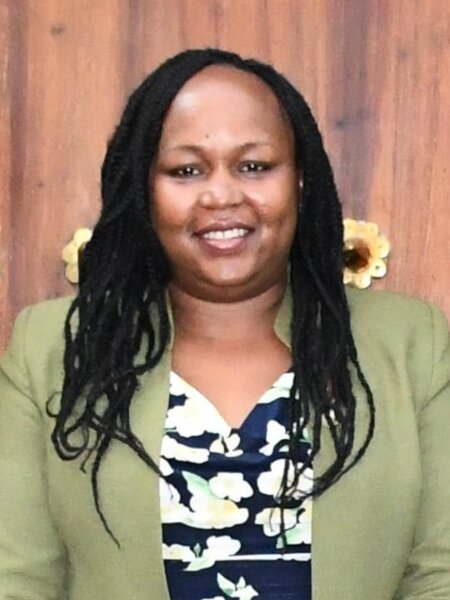
مجموعة شرق إفريقيا Veronica Nduva، Secretary General
المجموعة الاقتصادية لدول وسط إفريقيا Gilberto Da Piedade Verissimo، Commission President
المجموعة الاقتصادية لدول غرب إفريقيا Subject to 2025 election، Chairman
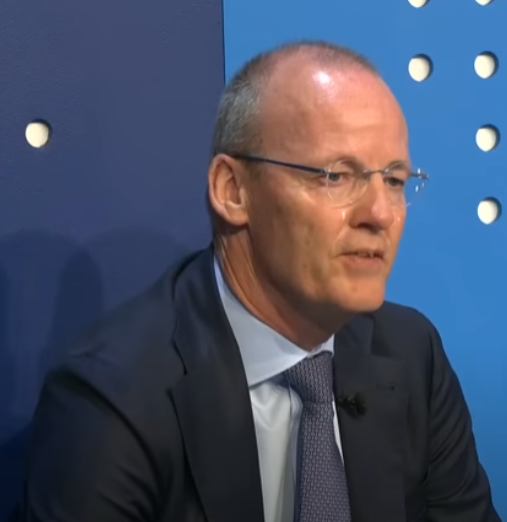
مجلس الإستقرار المالي Klaas Knot، Chair
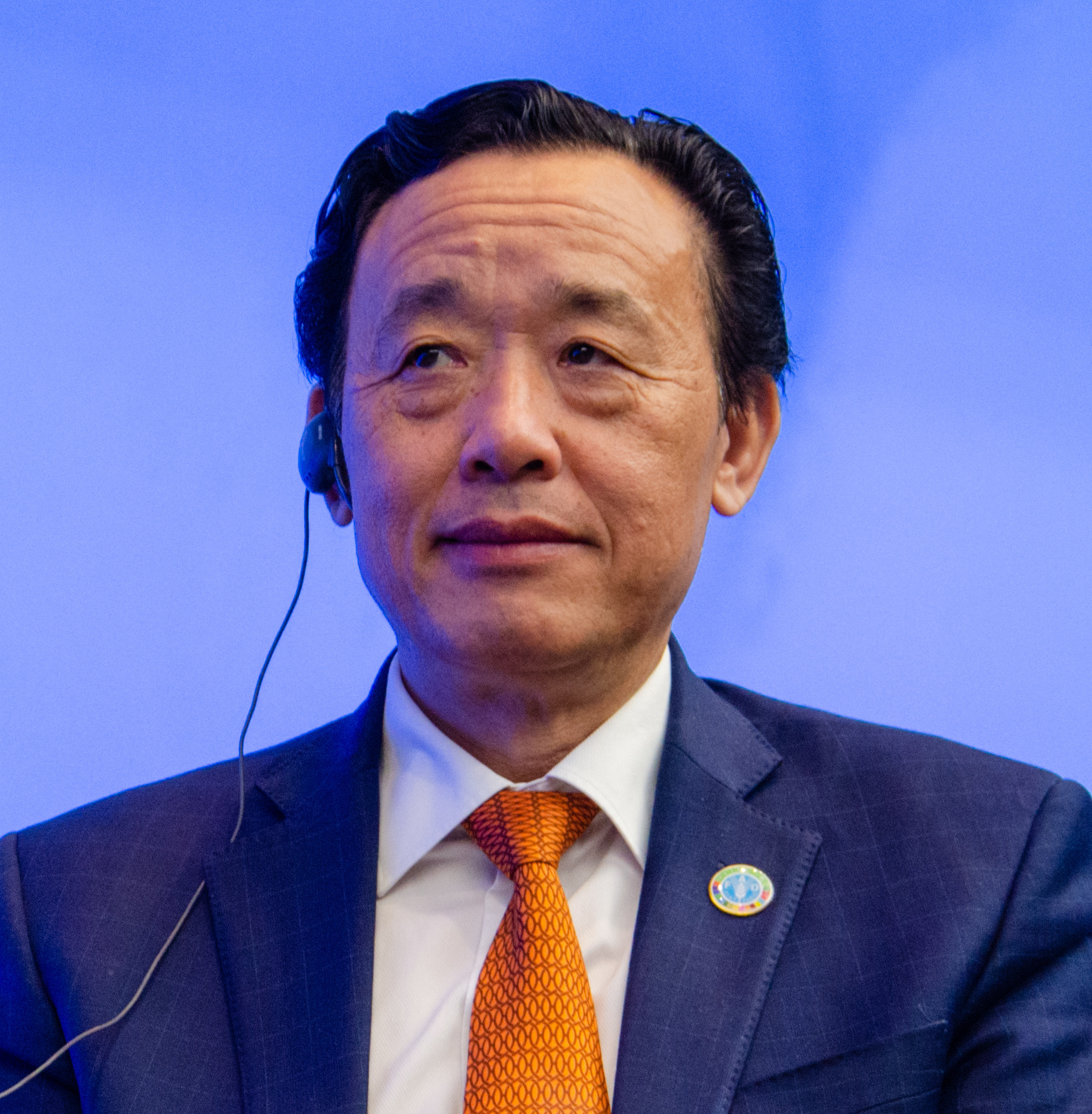
منظمة الأغذية والزراعة شو دنيو، Director-General
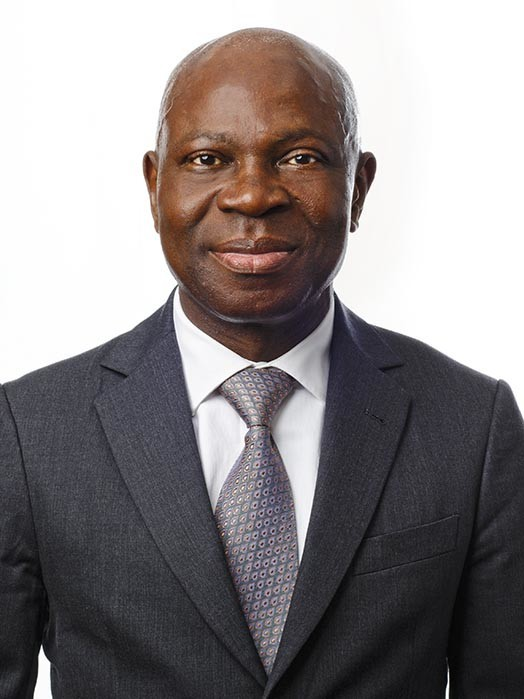
منظمة العمل الدولية Gilbert Houngbo، Director-General
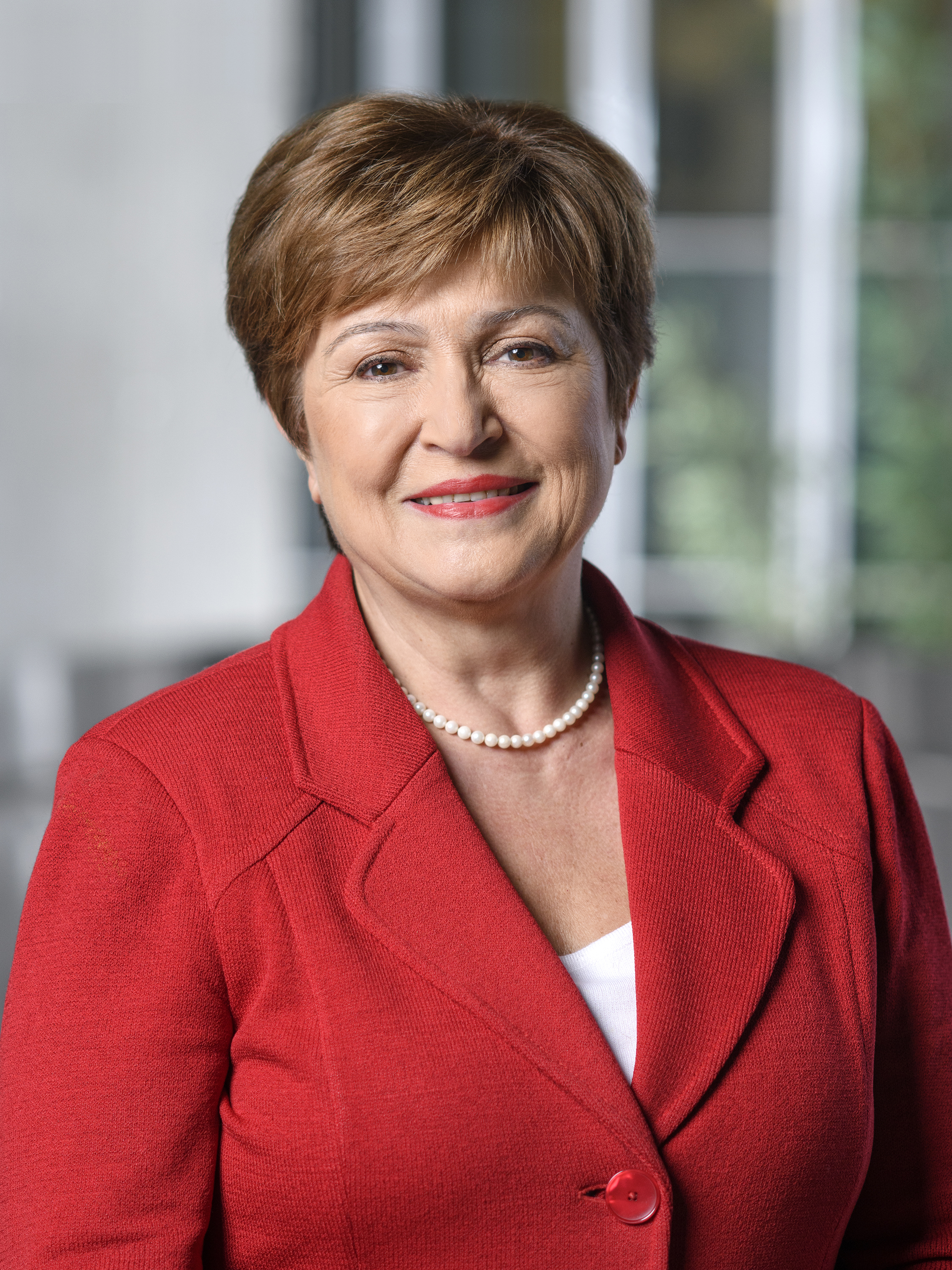
صندوق النقد الدولي كريستينا جورجيفا، Managing Director
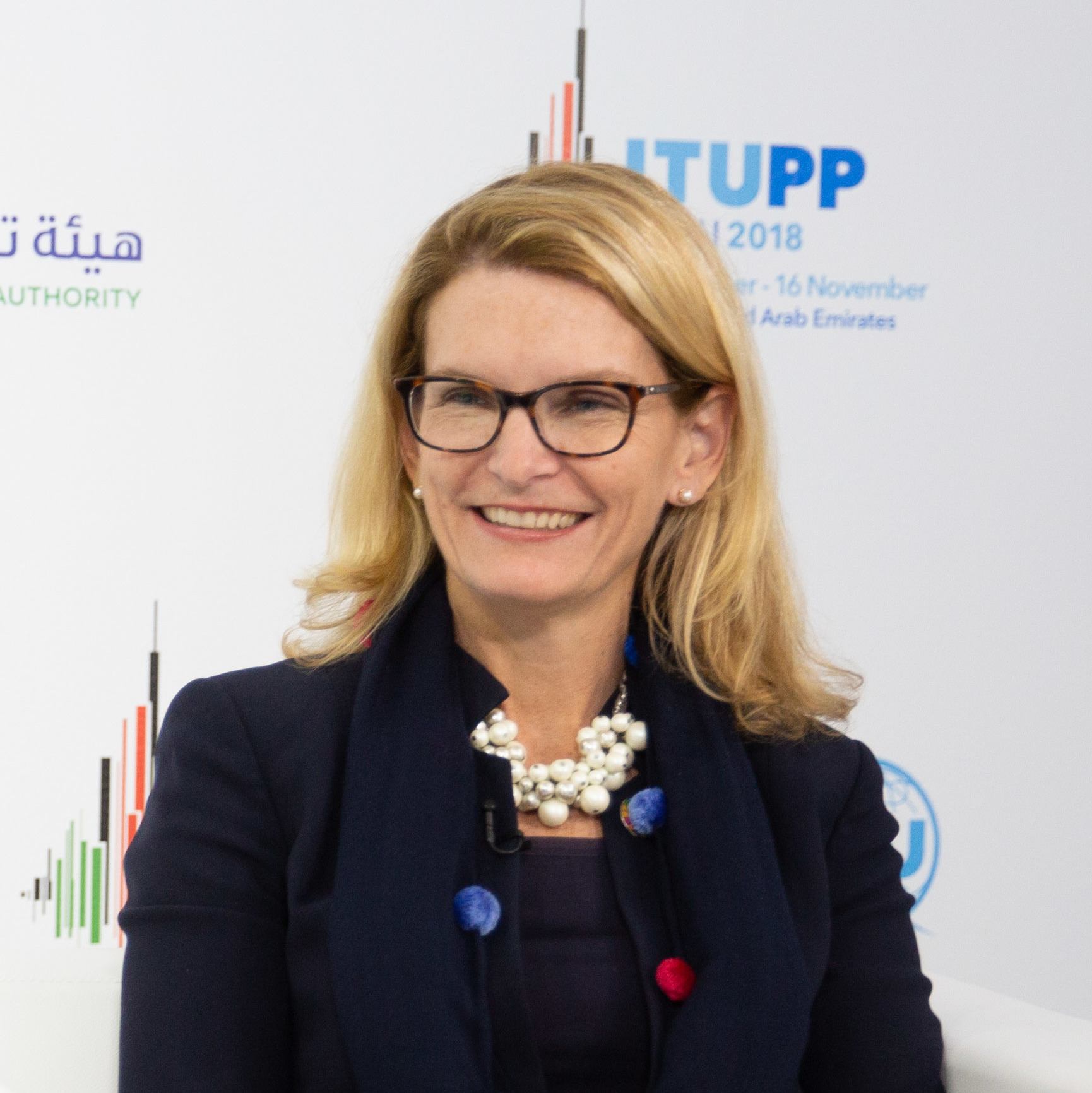
الاتحاد الدولي للاتصالات Doreen Bogdan-Martin، Secretary-general
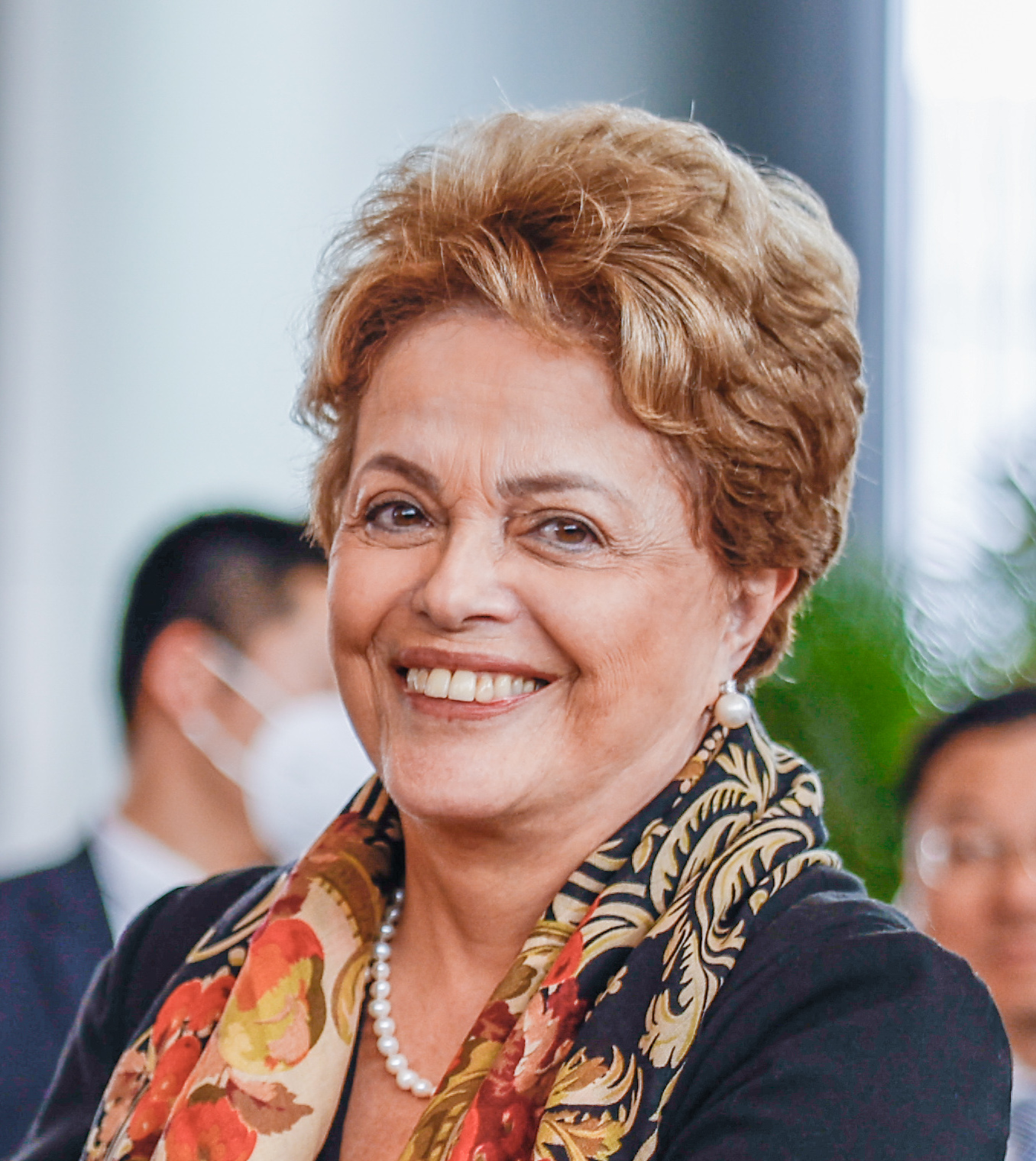
بنك التنمية الجديد ديلما روسيف، President
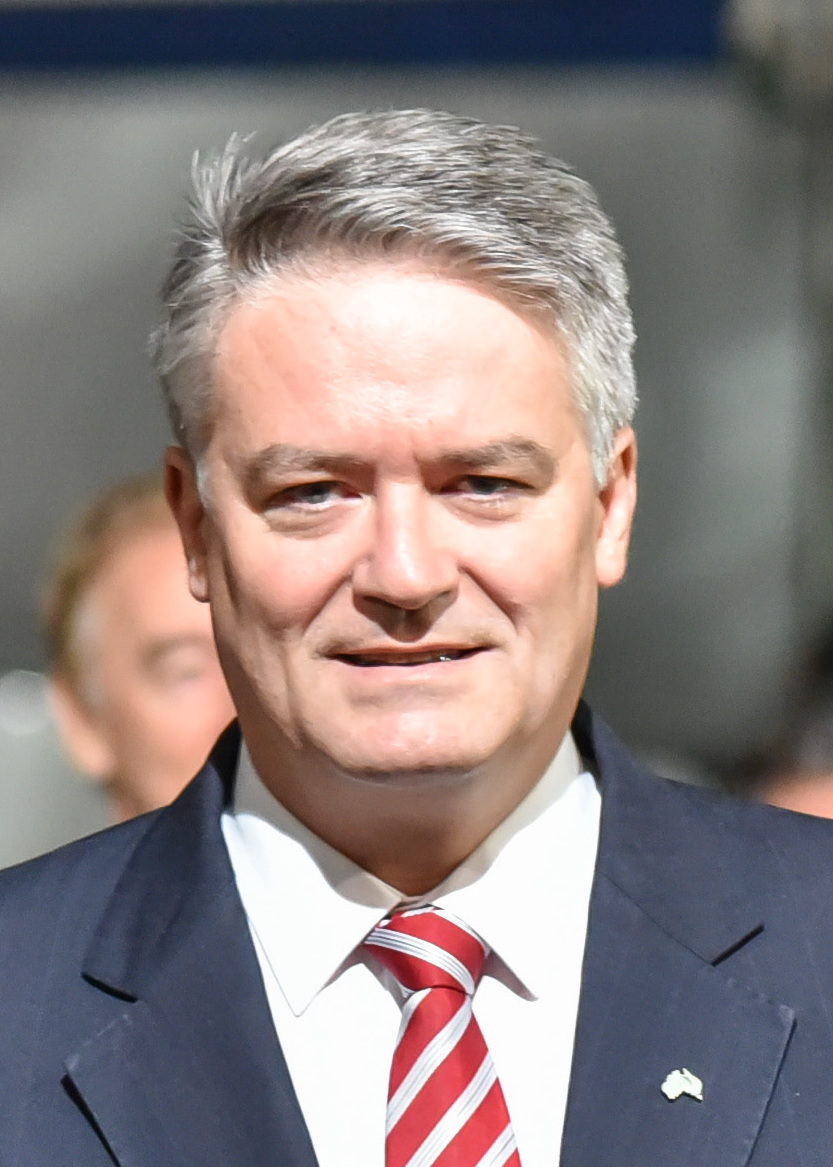
منظمة التعاون الاقتصادي والتنمية Mathias Cormann، Secretary General
منظمة مركز الجنوب Carlos M. Correa، Executive Director
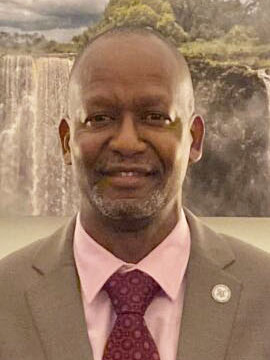
مجموعة تنمية الجنوب الإفريقي Elias Magosi، Executive Secretary
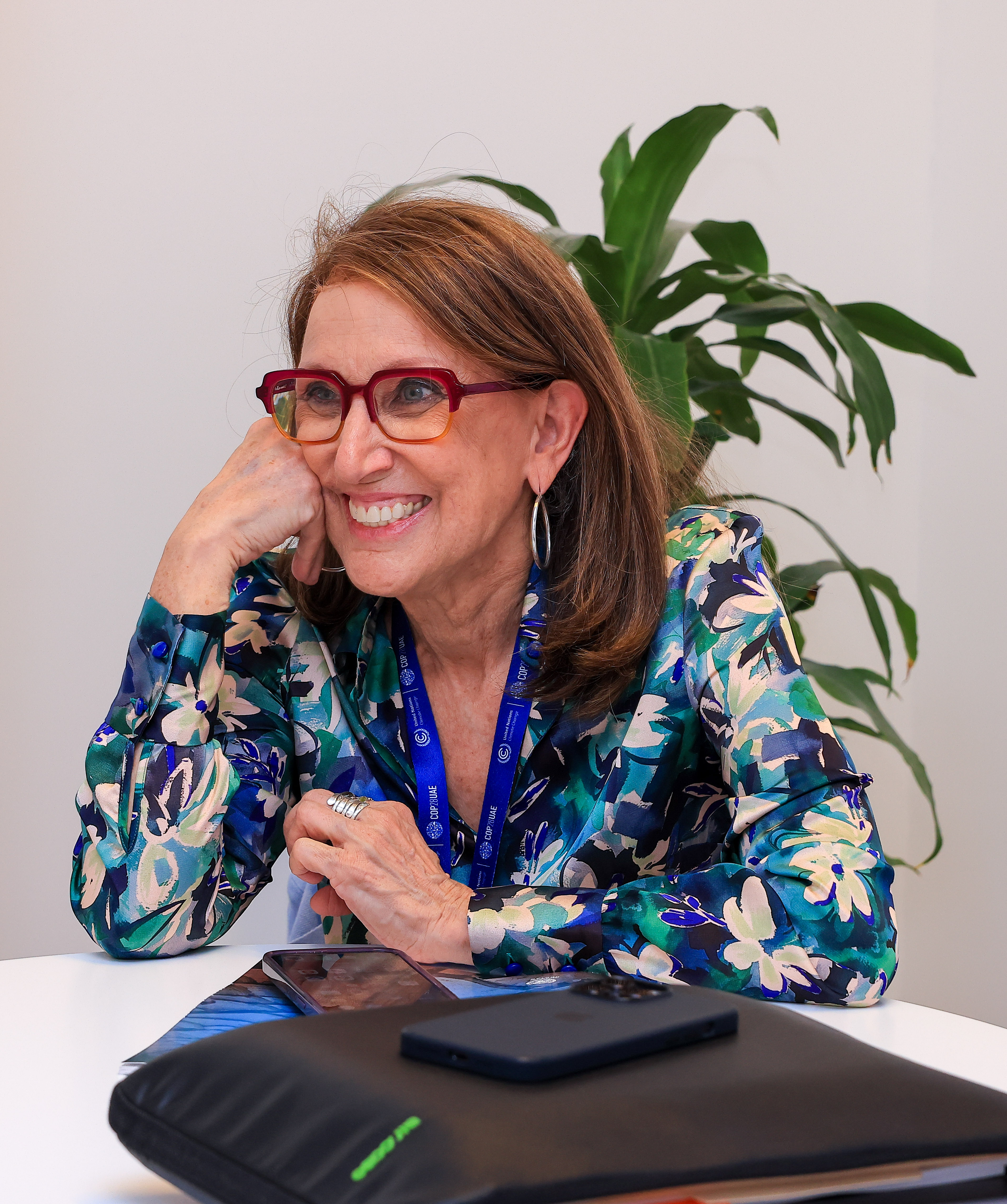
مؤتمر الأمم المتحدة للتجارة والتنمية Rebeca Grynspan، Secretary-General
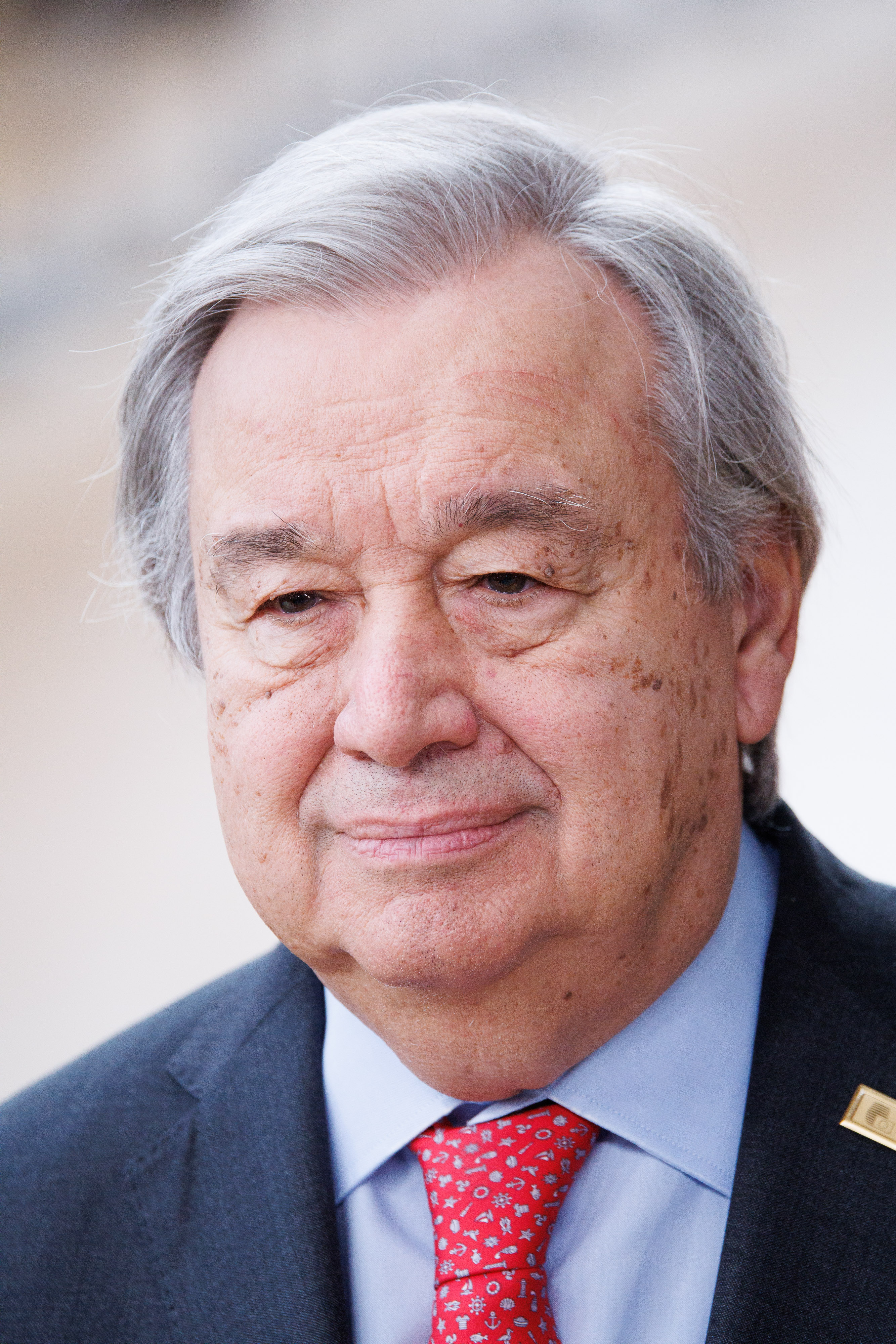
الأمم المتحدة أنطونيو غوتيريش، أمين عام الأمم المتحدة
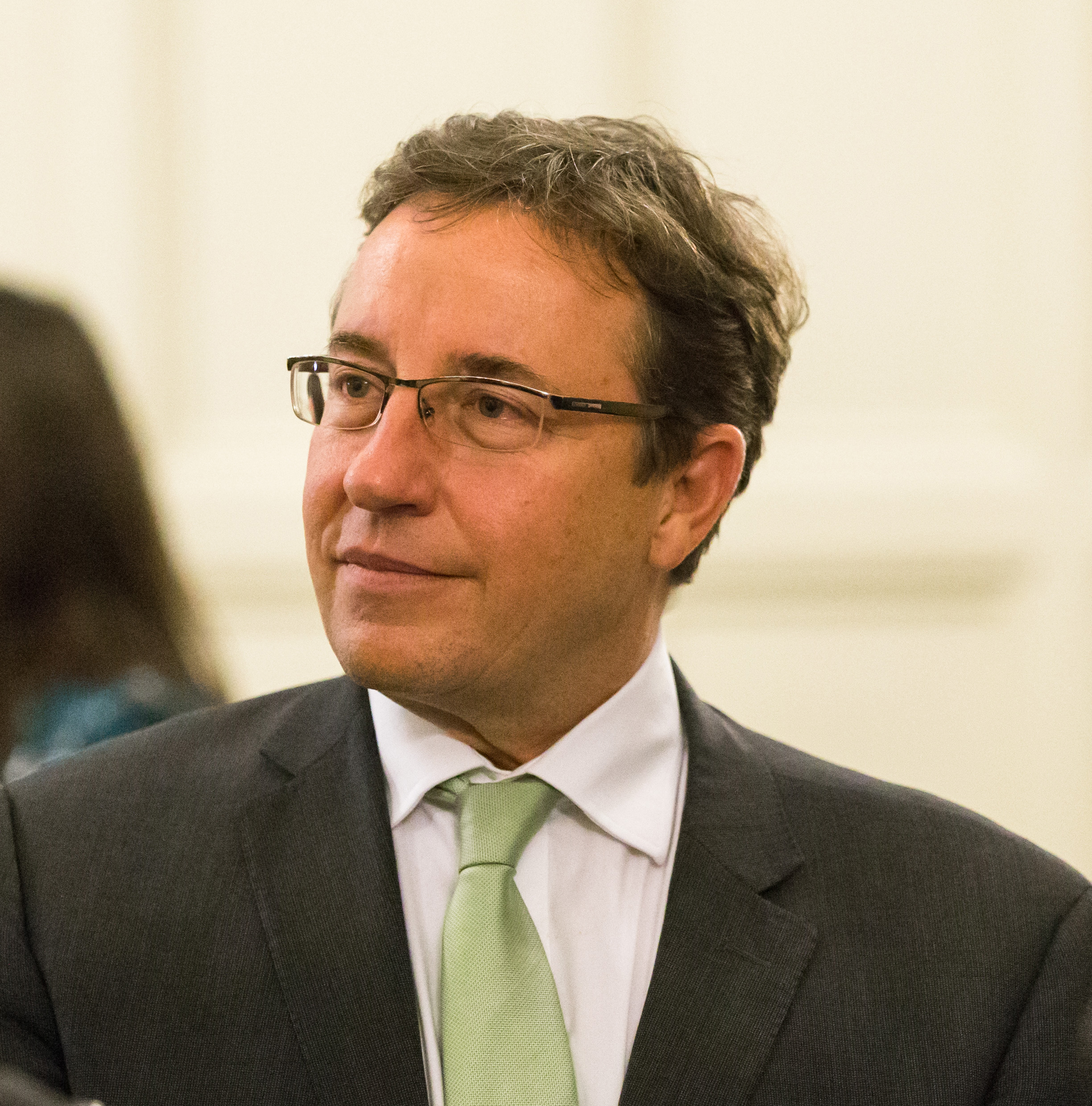
برنامج الأمم المتحدة الإنمائي أخيم شتاينر، Administrator
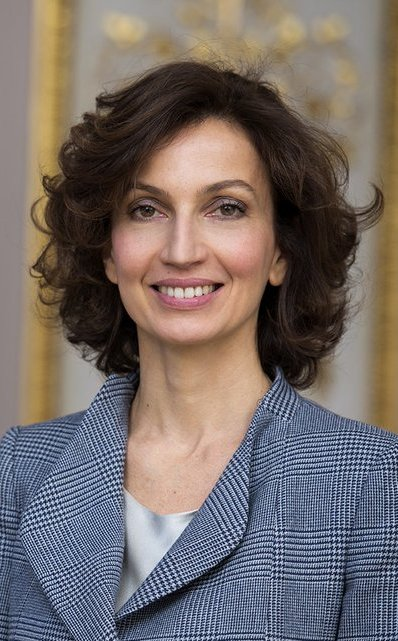
يونسكو أودري أزولاي، Director-General
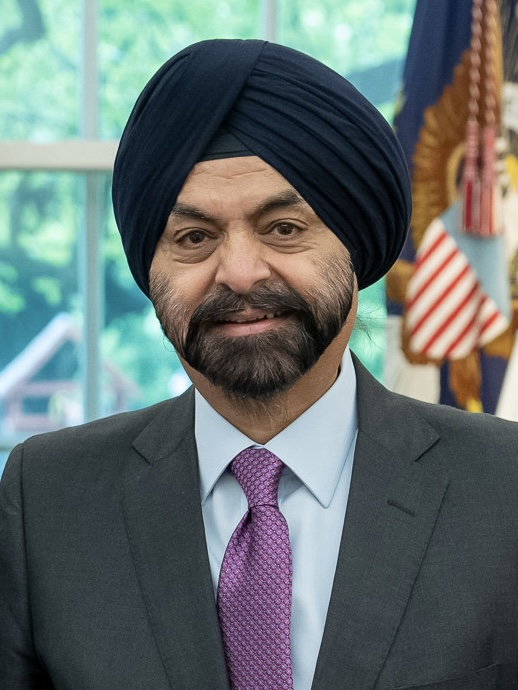
البنك الدولي أجاي بانغا، رئيس مجموعة البنك الدولي
المنظمة العالمية للجمارك Ian Saunders، Secretary General
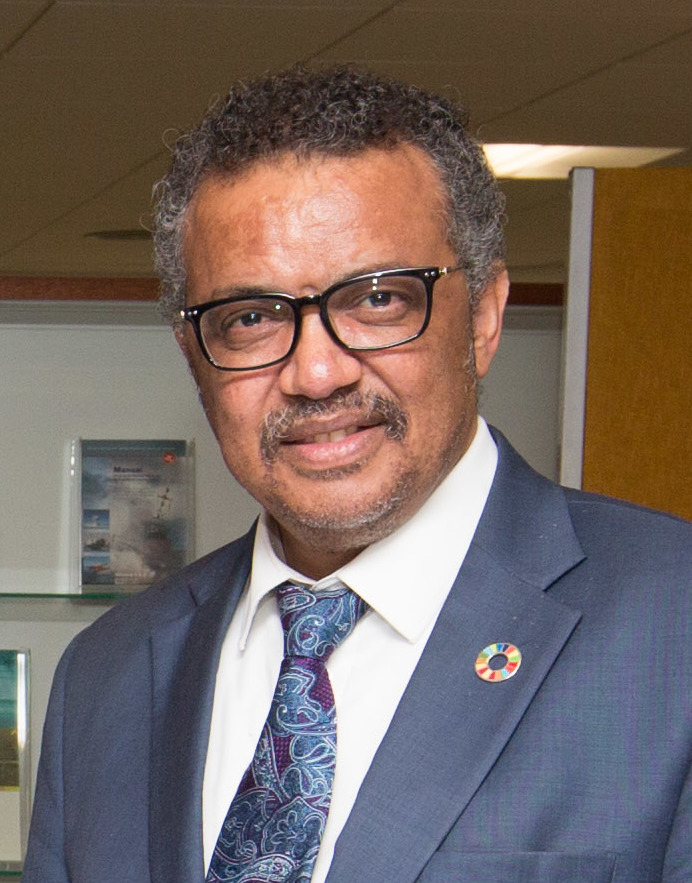
منظمة الصحة العالمية تيدروس أدهانوم غيبريسوس، Director-General
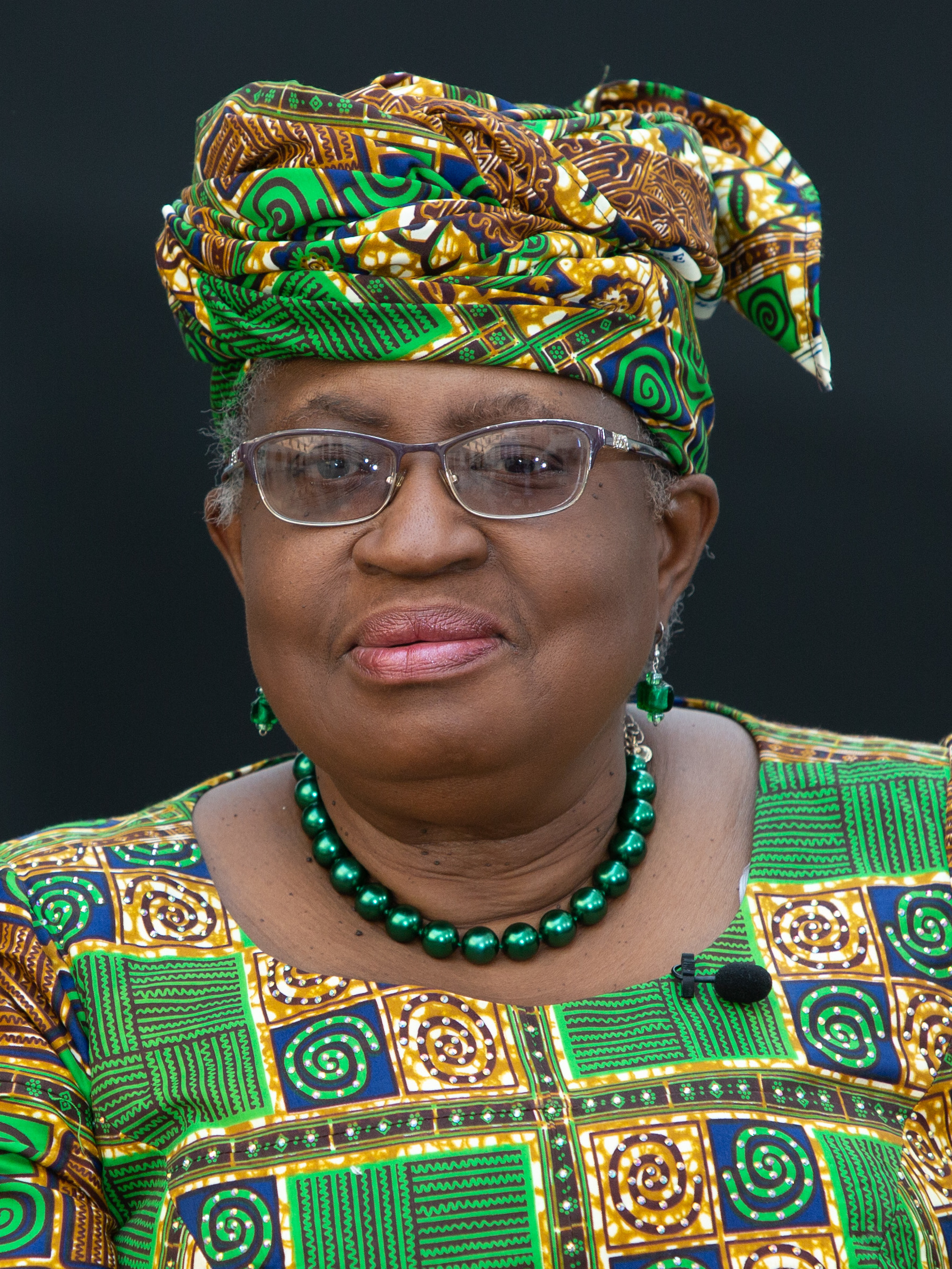
منظمة التجارة العالمية نجوزي أوكونجو إيويالا، مدير عام منظمة التجارة العالمية

## ملحوظات
1. ↑  The president of China is legally a رئيس صوري، but the الأمين العام للحزب الشيوعي الصيني (de facto القائد الأعلى (الصين) in نظام الحزب الواحد دولة شيوعية) has always held this office since 1993 except for the months of transition، and the current الأمين العام للحزب الشيوعي الصيني is Xi Jinping، who is also the Chinese president.
2. ↑  It is still unclear whether Putin will participate in the leaders' meeting in person. As a result of the الغزو الروسي لأوكرانيا، since 2022، the المحكمة الجنائية الدولية has issued an arrest warrant against Vladimir Putin,[8] with South Africa being الدول الأطراف في نظام روما الأساسي  [لغات أخرى]‏ of the court. If there is a risk of an arrest، a representative would be sent، as was done at the قمة البريكس 2023.[9]